# Certosa di Padula
La certosa di Padula, o di San Lorenzo, è una certosa situata a Padula, nel Vallo di Diano, in provincia di Salerno. Si tratta della prima certosa ad esser sorta in Campania, anticipando quella di San Martino a Napoli e di San Giacomo a Capri.
Estesa su una superficie di 51500 m², disposti su tre chiostri, un giardino, un cortile ed una chiesa, è uno dei più sontuosi complessi monumentali barocchi del sud Italia, nonché la più grande certosa a livello nazionale e tra le maggiori d'Europa. Dal 1957 ospita il museo archeologico provinciale della Lucania occidentale; nel 1998 è stata dichiarata patrimonio dell'umanità dall'UNESCO assieme ai vicini siti archeologici di Velia, Paestum, al Vallo di Diano e al parco nazionale del Cilento.
Dal dicembre 2014 il Ministero per i beni e le attività culturali ne gestisce il patrimonio storico-artistico tramite il Polo museale della Campania, nel dicembre 2019 divenuto Direzione regionale Musei. Nel 2015 ha fatto registrare 73 589 visitatori.

## Storia

### I Sanseverino: origini e costruzione (1306)

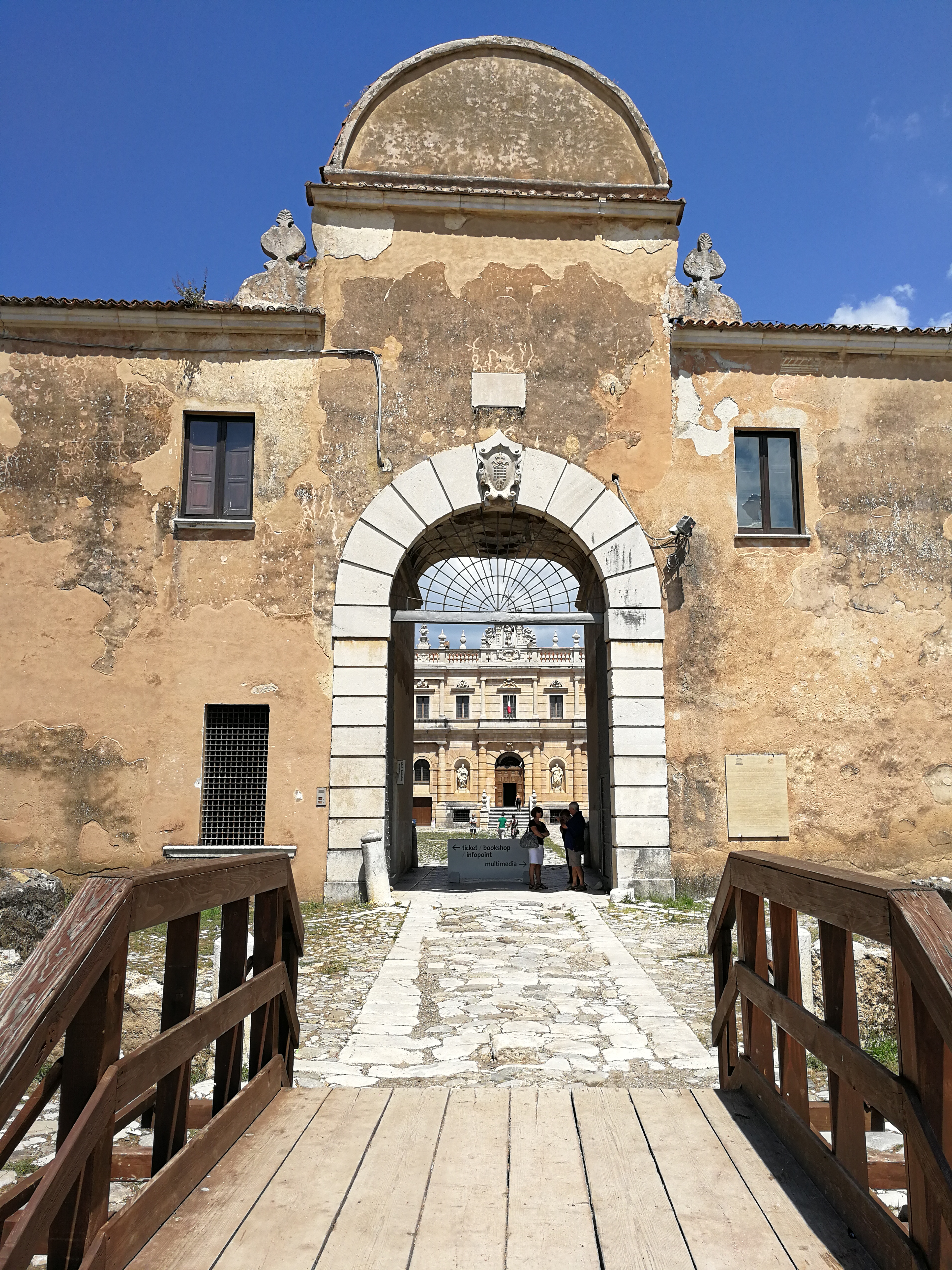
Portone di accesso, all'esterno della certosa

I lavori alla certosa iniziarono il 28 gennaio 1306, per volere di Tommaso II Sanseverino, sotto la supervisione del priore della Certosa di Trisulti. Nel luogo, si trovava già una grangia di un preesistente cenobio. Il 17 aprile dello stesso anno, poi, il re Carlo II lo Zoppo ne confermò la fondazione.

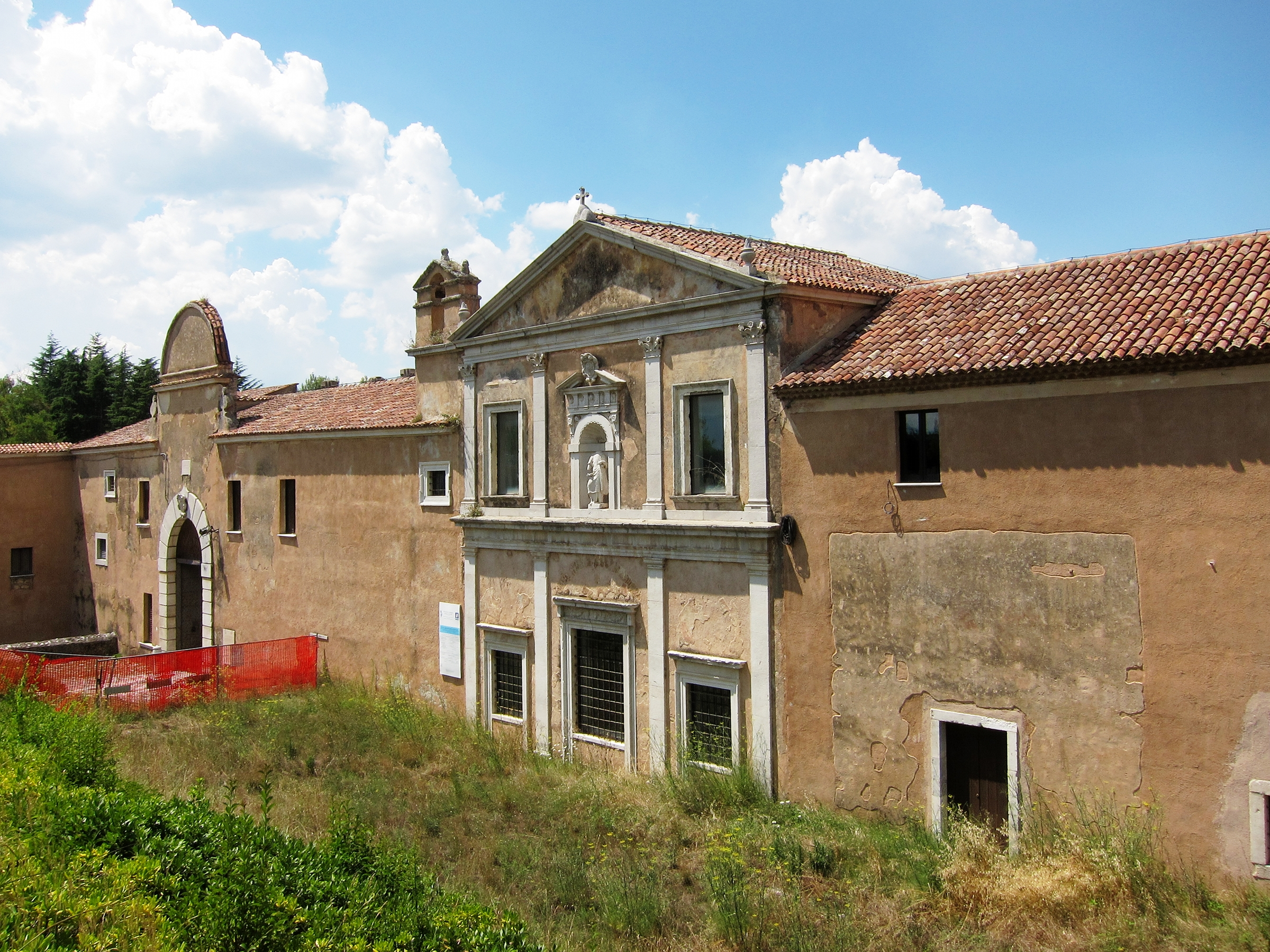
Ingresso esterno alla certosa

Il Sanseverino, conte di Marsico e signore del Vallo di Diano, come tutto il casato, era una personalità molto vicina al casato angioino, e successivamente donò all'ordine religioso dei certosini il complesso monastico appena edificato. Le ragioni della costruzione furono specialmente politiche. Con la costruzione della Certosa, il Sanseverino voleva ingraziarsi i reali angioini del Regno di Napoli: i certosini erano un ordine religioso francese (la casa generalizia, fondata nel 1084 da San Brunone, si trovava vicino Grenoble) e, quindi, la fondazione di una certosa a Padula non poteva che essere graditissima al sovrano angioino di cui Sanseverino era un fedelissimo. Inoltre, la presenza stabile di un nucleo certosino avrebbe favorito la bonifica delle zone paludose presenti nel territorio del Vallo di Diano. Nacque così il secondo luogo certosino nel sud Italia, dopo la certosa di Serra San Bruno in Calabria.
La dedica a San Lorenzo della certosa si deve invece alla preesistente chiesa dedicata al santo che insisteva nell'area; appartenente all'ordine benedettino (e, più precisamente, all'abbazia di Montevergine), la chiesa fu abbattuta a seguito della costruzione della certosa.
L'area in cui il Sanseverino decise di edificare il sito monumentale era sostanzialmente costituita da lotti di terra di sua proprietà, essendo egli un ricco e potente feudatario. Il punto risultò sin da subito strategico e cruciale, potendo infatti contare dei grandi campi fertili circostanti dove venivano coltivati i frutti della terra (i monaci producevano vino, olio di oliva, frutta ed ortaggi) per il sostentamento dei monaci stessi oltre che per la commercializzazione con l'esterno, nonché per consentire di avere il controllo delle vie che portavano alle regioni meridionali del Regno di Napoli. L'attività commerciale dei beni primari prodotti nella certosa fu per molti secoli fondamentale in quell'area; infatti, essa era di fatto l'unico centro di raccolta di manodopera.
Caduti i Sanseverino nella metà del Quattrocento con la congiura dei baroni, i loro possedimenti andranno ai monaci certosini di Padula, divenendo così loro stessi anche padroni dei terreni su cui si sviluppava il paese soprastante. Disponendo così di proventi derivanti dalle tasse che i civili pagavano al priore, oltre che delle ricchezze che la certosa aveva accumulato nel corso dei secoli, tramite donazioni, profitti commerciali e quant'altro, si avviò dal XVI e fino al XVIII secolo il periodo di massimo splendore per il complesso di San Lorenzo.
Nel Cinquecento il complesso divenne meta di pellegrinaggi illustri, come Carlo V che vi soggiornò con il suo esercito nel 1535 di ritorno dalla battaglia di Tunisi; secondo la tradizione fu in questa occasione che i monaci prepararono una frittata di mille uova. In questo stesso periodo, dopo il concilio di Trento, vi si aggiunse alla struttura trecentesca il chiostro della Foresteria e la facciata principale nel cortile interno.

### I grandi rifacimenti barocchi (1583 - 1779)

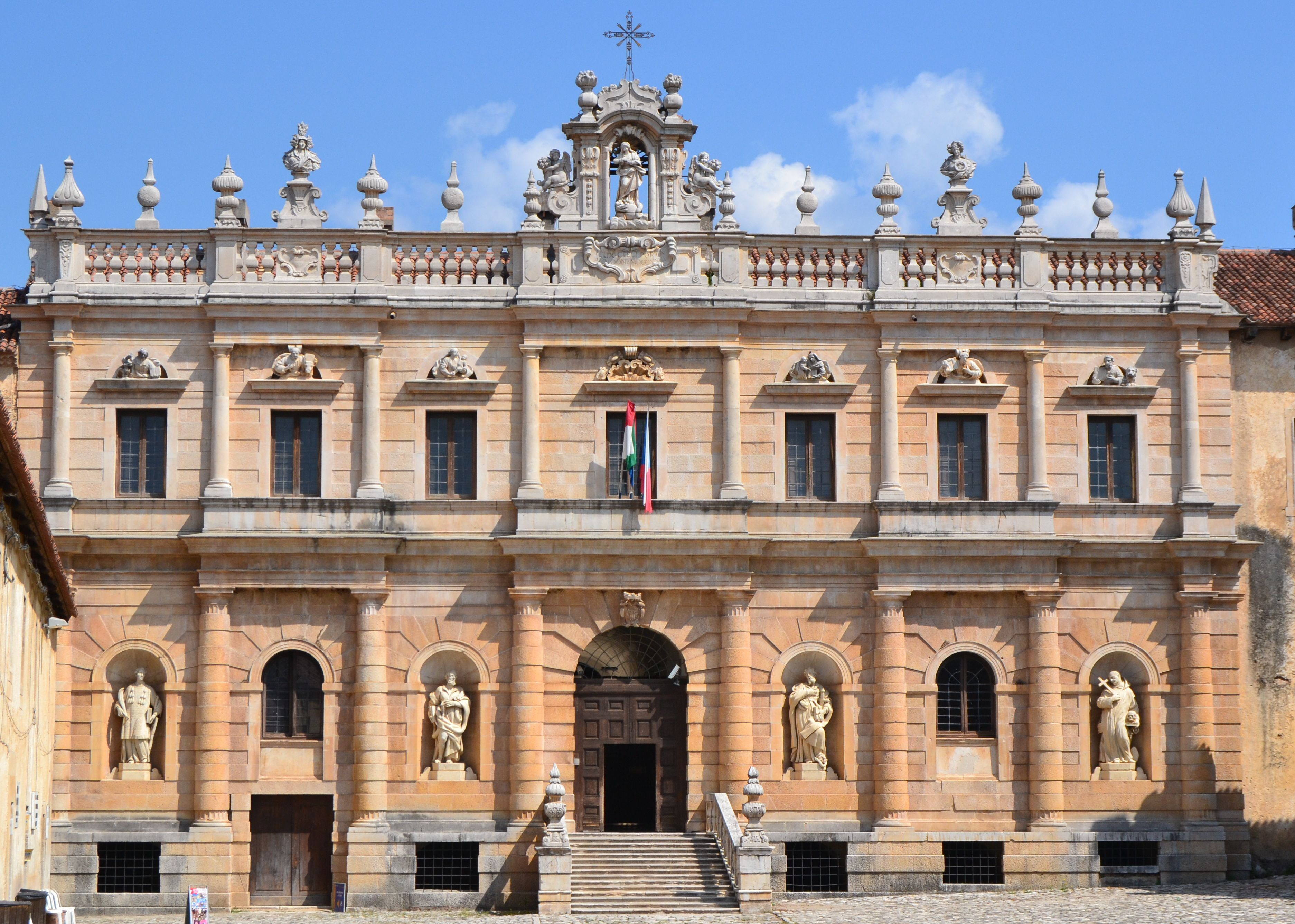
Facciata dell'edificio principale della certosa, esempio tipico di architettura barocca

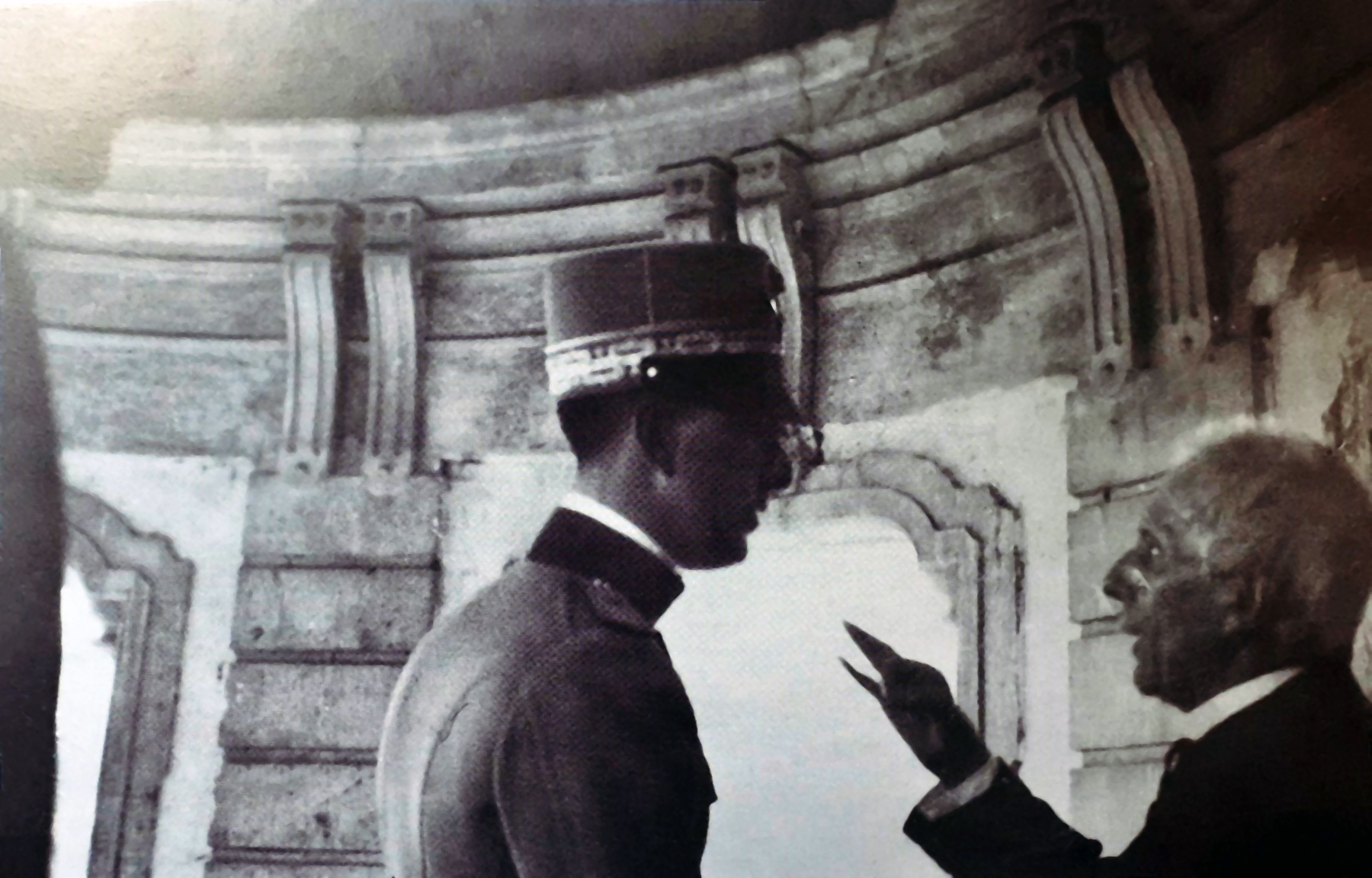
Il principe Umberto di Savoia in visita alla Certosa assieme a don Arcangelo Rotunno.

Nei secoli successivi, a partire dal 1583, la certosa subì ingenti rimaneggiamenti, avviati sotto il priorato di Damiano Festini e che durarono fino alla seconda metà del Settecento determinandone l'attuale predisposizione architettonica, di impianto quasi esclusivamente barocco. Benché d'impostazione tardo manierista, la facciata edificata in questa fase,  ha una forte connotazione barocca che le viene conferita dalla presenza di statue e pinnacoli, elementi,questi, aggiunti in fasi di lavori successivi che terminarono solo nel 1723.
Tra il XVI e XVII secolo l'attività produttiva-commerciale della certosa crebbe e divenne così importante che fu necessario istituire nei territori vicini, dalla bassa provincia di Salerno fino in Basilicata,
grancie e feudi, come a Sala Consilina dove in 1 500 ettari di spazio nacque la grancia di San Lorenzo, o come a Pisticci, dove fu istituita quella di Santa Maria.

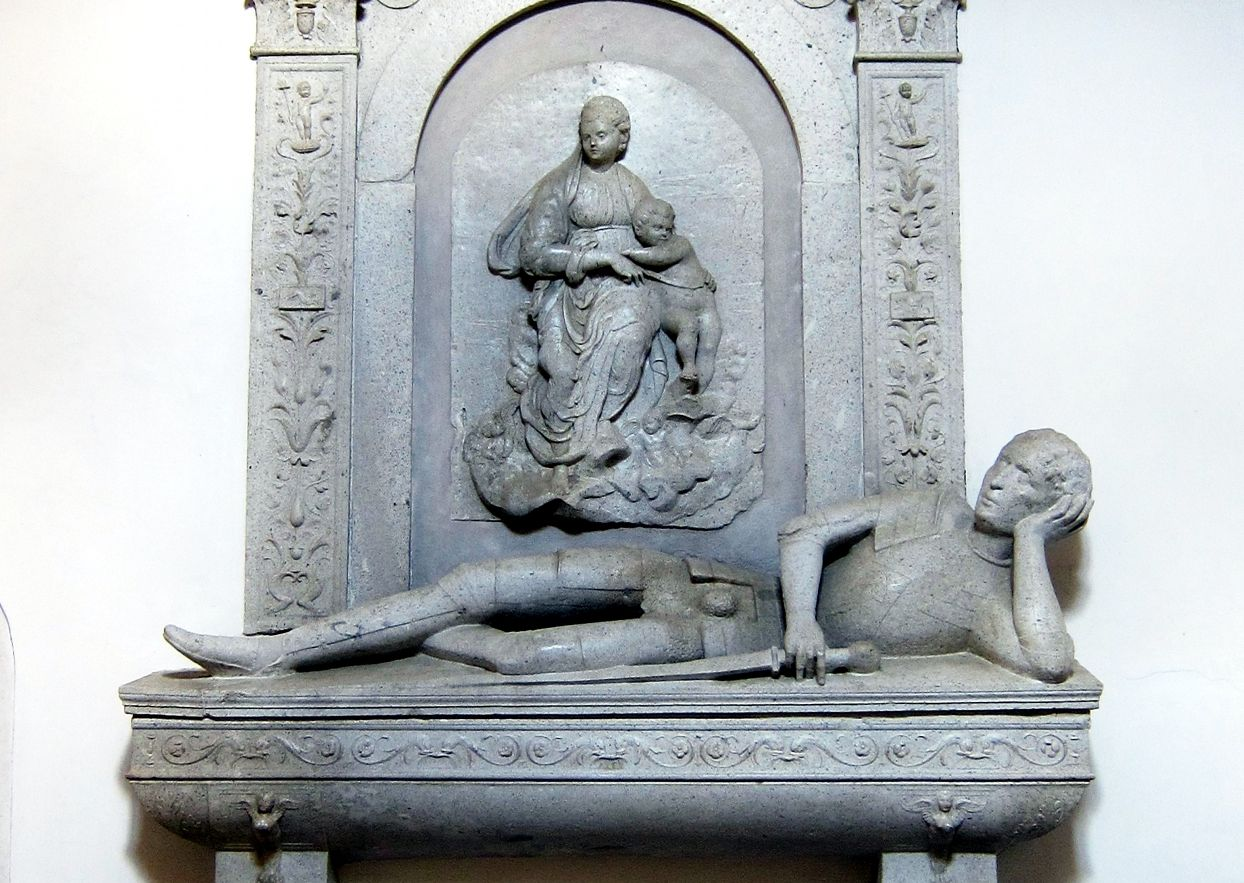
Monumento tombale a Tommaso II Sanseverino nella cappella del Fondatore

I rimaneggiamenti cinquecenteschi furono ripresi così nel corso del Seicento e per quasi tutto il Settecento. Essendo stati questi decisivi e numerosi, fecero sì che un sito nato in stile gotico assurse a diventare ben presto uno dei simboli della cultura barocca nel regno di Napoli. Il florido periodo artistico ebbe così ripercussioni positive anche sotto il profilo commerciale oltre che spirituale-politico, tant'è che nel 1771 si registrò addirittura la presenza di ben 195 lavoratori, dei quali circa la metà erano persino salariati.

Durante questi due secoli, il sito fu inoltre ancora una volta ampliato: risultano a quest'epoca infatti diversi corpi di fabbrica, come il chiostro grande, il refettorio e lo scalone ellittico del retro che, datato 1779, è di fatto l'ultima opera architettonica della certosa, prima della soppressione dell'ordine per mano dei francesi.

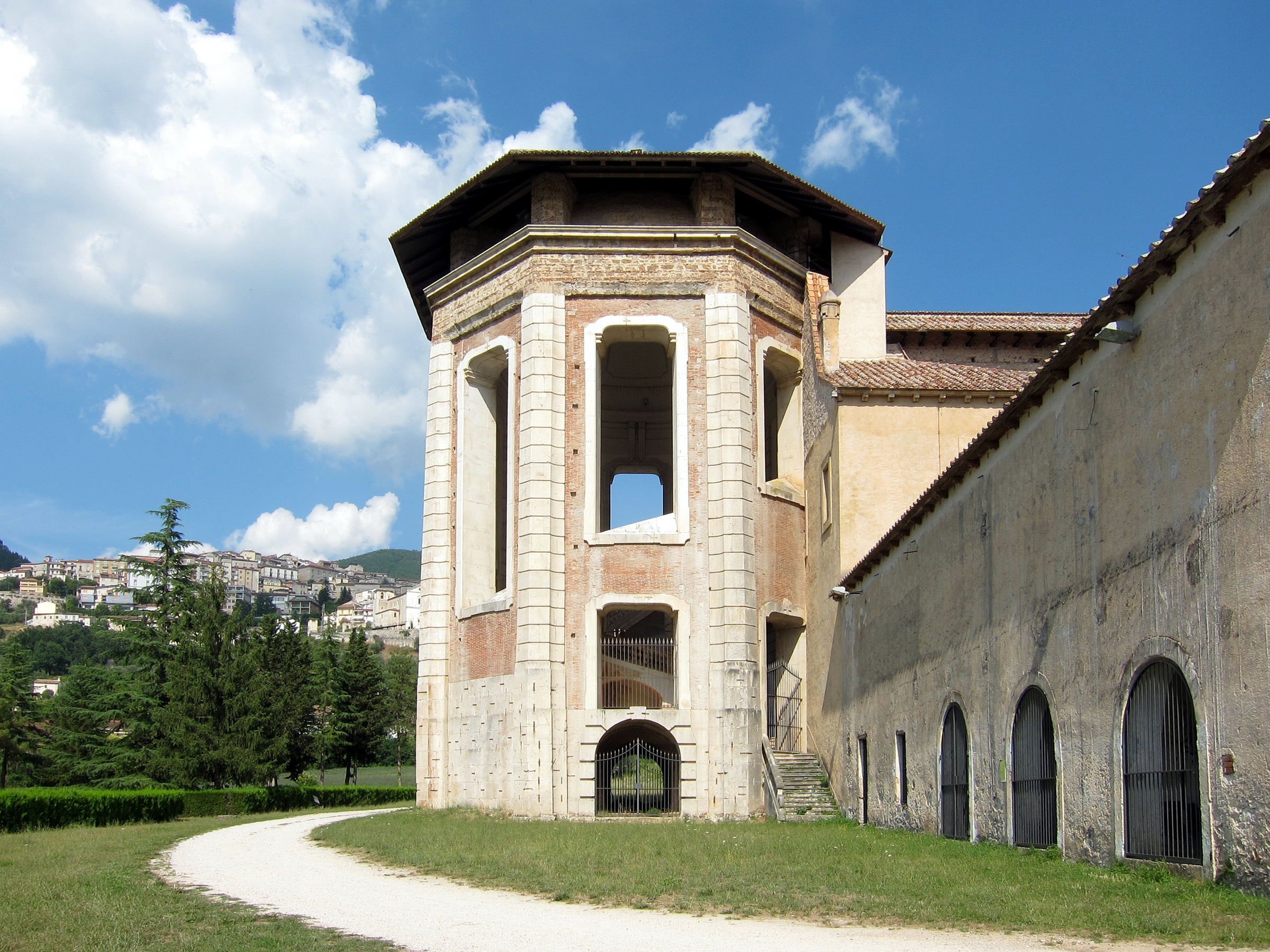
Torre ottagonale dello scalone ellittico, opera del XVIII secolo

### La soppressione napoleonica (1807)
Nel 1807, durante il decennio murattiano, l'ordine certosino fu soppresso ed i monaci della certosa, così come tutti quelli del regno, furono costretti a lasciare lo stabile, che invece fu destinato a diventare una caserma. Seguirono all'evento furti di svariate opere d'arte: testi storici in biblioteca, ori, statue, argenti e pitture, in particolar modo dentro la chiesa, la quale fu spogliata del tutto dalle tele seicentesche che possedeva. Nel 1813, anno in cui avvenne l'ultimo trasferimento di opere della certosa al museo Reale di Napoli, si registra lo spostamento da un luogo all'altro di 172 dipinti.
Passato il periodo napoleonico, con il ripristino del regno borbonico i certosini rientrarono nel complesso. Spogliati di quasi ogni bene, il peso politico che avevano nell'area circostante e nelle gerarchie dei reali fu certamente minore. Per ridare lustro al complesso furono commissionate in questo periodo alcune pitture in sostituzione di quelle rubate e collocate nel refettorio, di fatto l'unico ambiente artisticamente ripristinato.
Tuttavia, nonostante gli sforzi, i monaci non riuscirono mai più ad assumere il ruolo che avevano ricoperto nei secoli addietro.

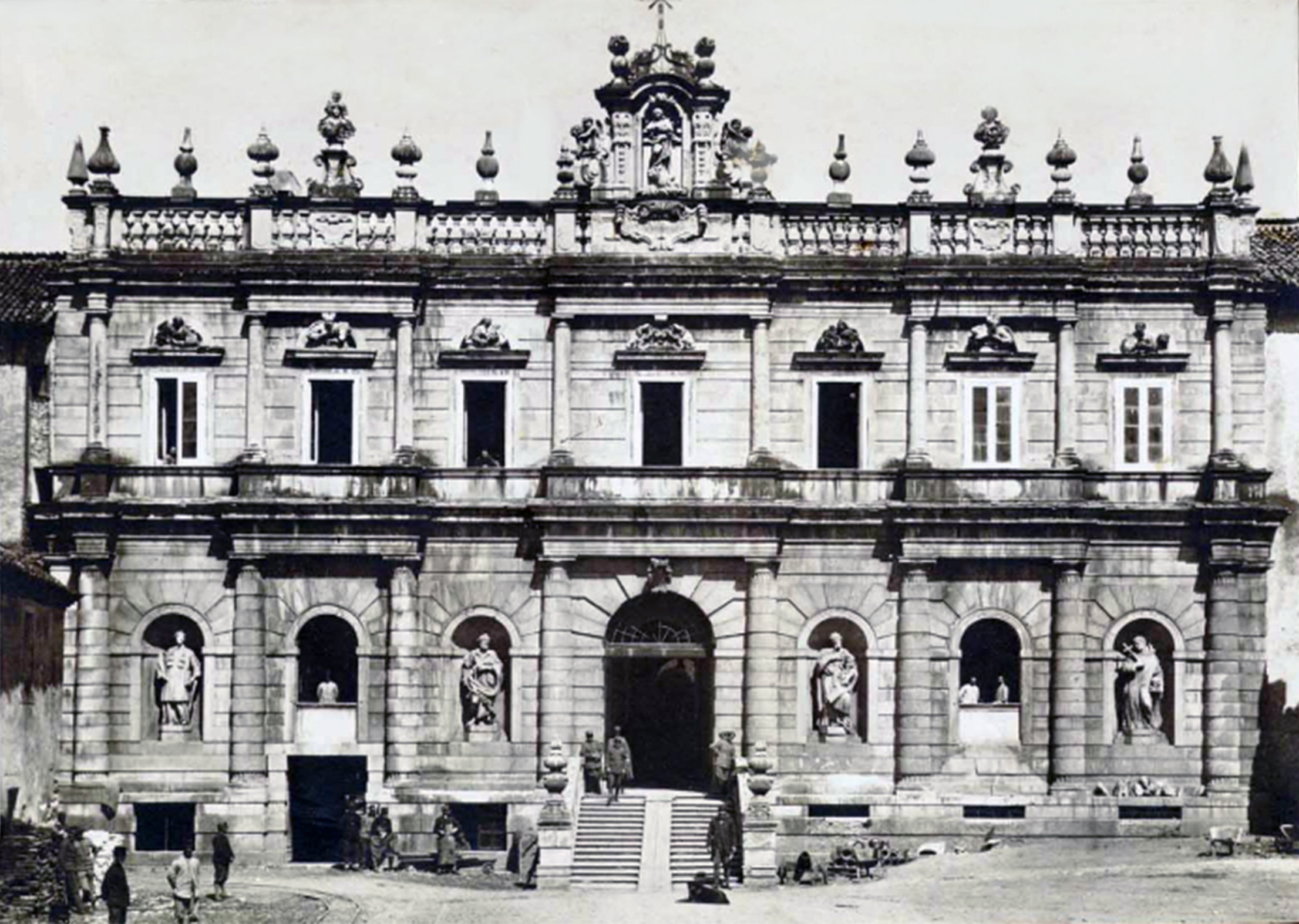
Facciata della Certosa di Padula con soldati, durante la Prima Guerra Mondiale, 1915/18.

### Dall'unità d'Italia a oggi
Nel 1866, dopo l'unità d'Italia, l'ordine fu nuovamente soppresso e dunque i monaci dovettero nuovamente lasciare, per l'ultima volta, la certosa, poi dichiarata monumento nazionale nel 1882.
Durante le due guerre mondiali della prima metà del Novecento, invece, essendo l'intero complesso un luogo abbandonato e inutilizzato, fu usato come campo di prigionia e di concentramento.
Dal 1957 alcune sale ospitano il museo archeologico provinciale della Lucania occidentale, che raccoglie una collezione di reperti provenienti dagli scavi delle necropoli di Sala Consilina e di Padula, dalla preistoria all'età ellenistica. Nel 1981 la certosa invece fu affidata alla soprintendenza dei beni architettonici di Salerno e l'anno dopo vide avviare i primi veri lavori di restauro che avevano lo scopo di far divenire la certosa un sito di accoglienza turistica-monumentale.
Nel 1998, la Certosa divenne ufficialmente parte del patrimonio UNESCO.
Per la sua bellezza, la Certosa è stata adoperata in numerose occasioni come set cinematografico. Tra i film qui realizzati sono da citare C'era una volta (1967) di Francesco Rosi con Sophia Loren ed Omar Sharif, ambientato nell'epoca della dominazione spagnola e in cui viene citata la famosa leggenda della frittata di mille uova, e Cavalli si nasce (1989) di Sergio Staino con David Riondino e Paolo Hendel ambientato in epoca borbonica.

## Descrizione

### Pianta
La struttura della certosa, come per tutte le certose d'Italia, richiama l'immagine della graticola sulla quale san Lorenzo fu bruciato vivo. Secondo la regola certosina che predica il lavoro e la contemplazione, nella certosa esistono posti diversi per la loro attuazione: il tranquillo chiostro, la biblioteca con il pavimento ricoperto da mattonelle in ceramica di Vietri sul Mare, la Cappella decorata con preziosi marmi, la grande cucina, le grandi cantine con le enormi botti, le lavanderie ed i campi limitrofi dove venivano coltivati i frutti della terra per il sostentamento dei monaci oltre che per la commercializzazione con l'esterno.
Gli ambienti della certosa sono:
1. Cortile
2. Stalle, granai, fabbri, pescherie, lavanderie, spezierie.
3. Foresteria antica
4. Chiostro della Foresteria
5. Chiesa
a) Sala del Capitolo dei Conversi
b) Cappelle laterali
c) Sacrestia
6. Sala delle campane
7. Sala del Capitolo
8. Sala del Tesoro
9. Chiostro del Cimitero antico
10. Cappella del fondatore
11. Refettorio
a) Chiostro del Refettorio
12. Cucina
13. Chiostro dei procuratori
14. Scala elicoidale
15. Quarto del Priore
a) Museo archeologico provinciale della Lucania occidentale
b) Cappella di San Giacomo
c) Loggia
d) Chiostro del Priore
16. Chiostro grande
17. Cimitero dei Priori
18. Celle dei certosini
19. Scalone ellittico
20. Giardino all'italiana

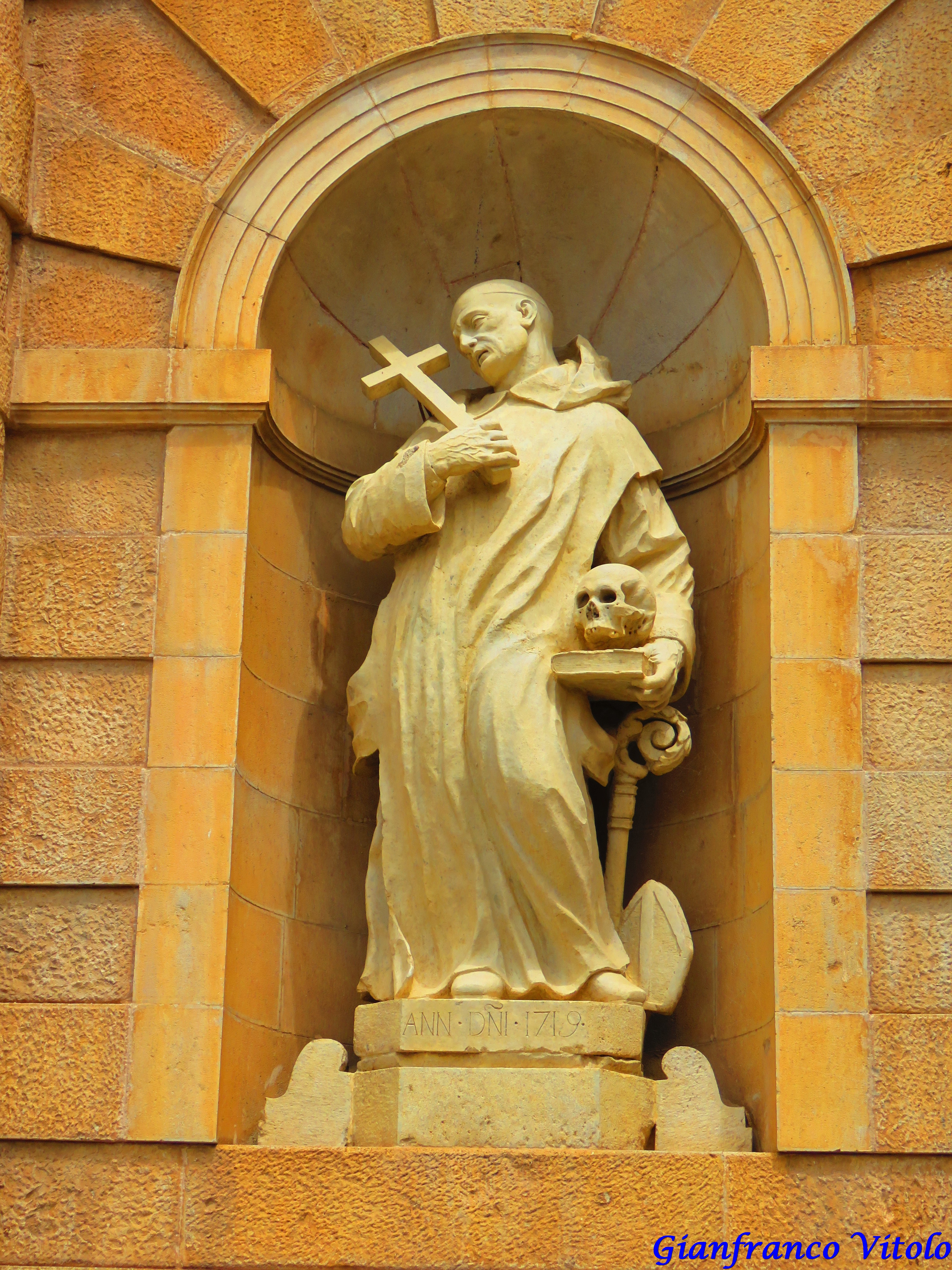
Statua di San Bruno di Colonia il fondatore dei certosini, all'ingresso della Certosa. La statua é l'ultima a destra della facciata; riporta l'iscrizione dell'anno 1719.

Lo stile architettonico del complesso è quasi prevalentemente barocco, sono infatti poche le tracce trecentesche superstiti. La certosa conta circa 350 stanze e, compresi i giardini, occupa una superficie di 51500 m² di cui 15 000 impegnati solo dal chiostro grande, il più grande del mondo.

### Atrio e facciata principale

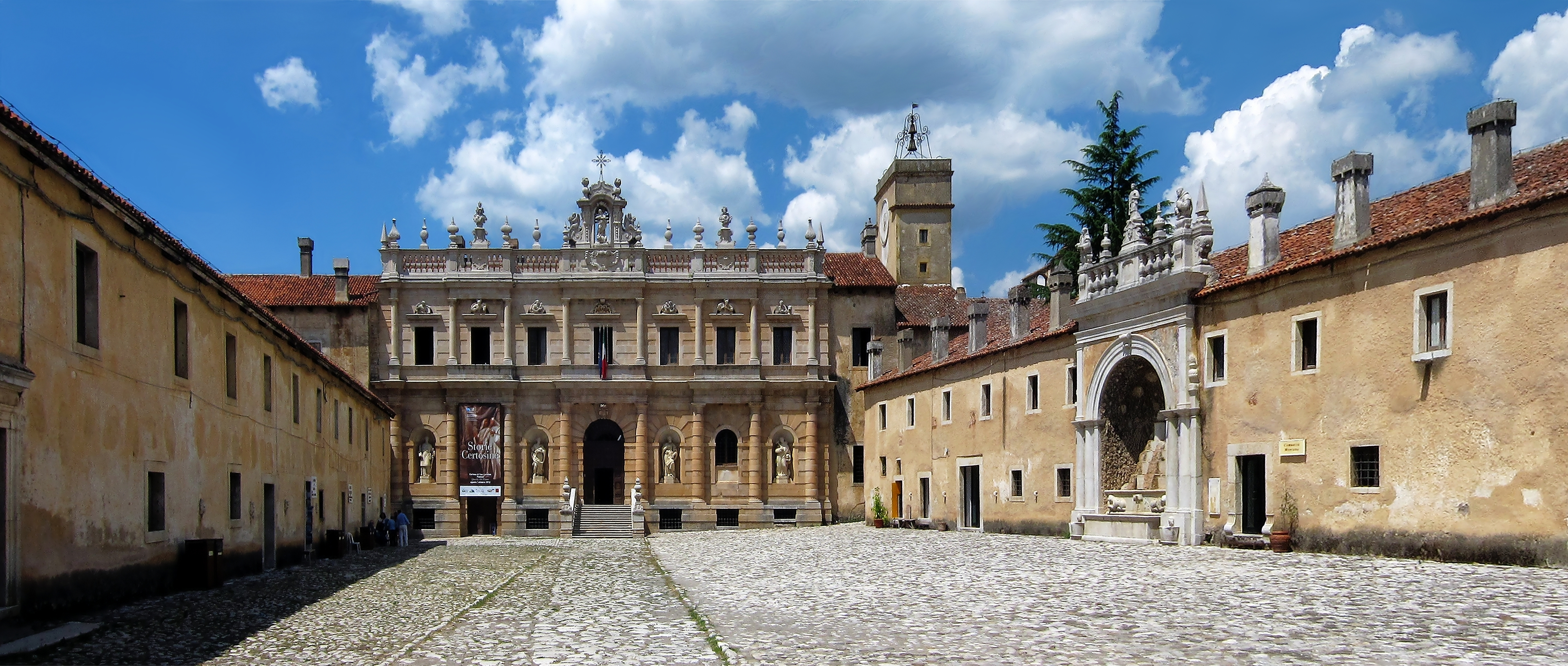
La facciata principale vista dall'atrio d'ingresso

L'ingresso alla certosa avviene dal lato orientale, a fianco alla cosiddetta Chiesa delle Donne.
Varcata la porta d'ingresso della certosa, ci si immette in un ampio cortile a forma rettangolare chiuso a braccia da due corpi di fabbrica. Il cortile era un tempo il punto che più di ogni altro aveva contatto con l'esterno; su questo affacciavano infatti i siti di produzione del complesso: le speziere, le scuderie, le stalle, le lavanderie, i granai, la farmacia, il frantoio, le cantine e le officine. L'atrio è caratterizzato inoltre lungo la parete destra da una fontana di ignoto autore del Seicento, mentre in prossimità della scala di accesso, invece, ai due lati della facciata ci sono gli accessi ai giardini che circumnavigano il complesso. Fa infine parte delle aggiunte del XVIII secolo la torre degli Armigeri che insiste al vertice alto del cortile, lungo la cinta muraria esterna della certosa.
La facciata principale che dà accesso all'intero monastero risale al Cinquecento, seppur ci furono rimaneggiamenti in stile barocco nel corso del Settecento. Risalgono infatti al 1718 le quattro sculture entro altrettante nicchie eseguite da Domenico Antonio Vaccaro e raffiguranti, da sinistra a destra: San Bruno, San Paolo, San Pietro e San Lorenzo. I busti presenti al secondo piano ritraggono invece i quattro evangelisti, la Madonna e Sant'Anna, mentre ancora più in alto, è la scultura della Madonna al centro, con ai lati due putti e poi i busti della Religione e Perseveranza. Probabilmente i lavori settecenteschi alla facciata terminarono nel 1723, data riportata sotto la scritta Felix coefi porta posta ai piedi della scultura della Vergine in alto a tutto alla facciata.

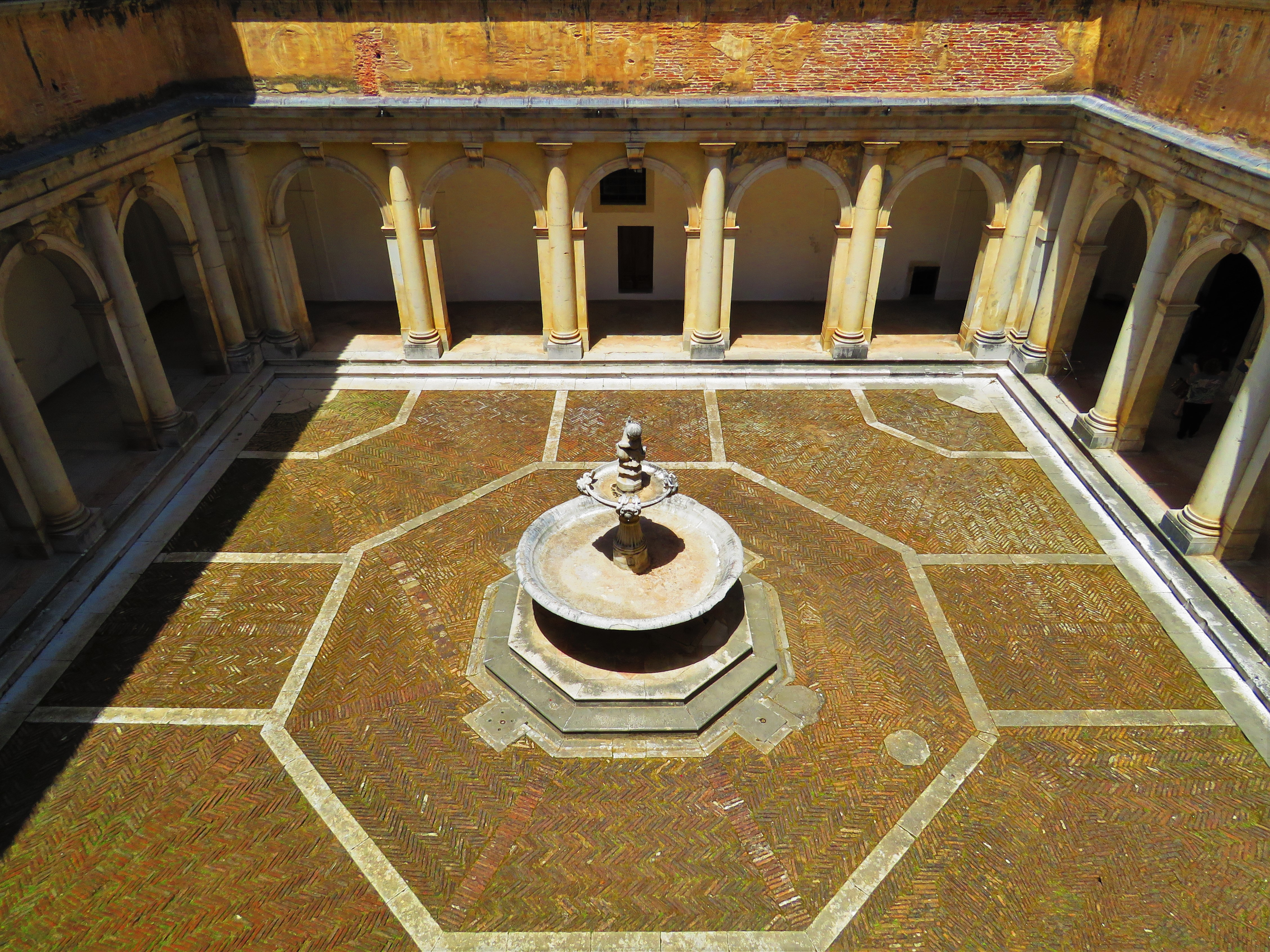
Il Chiostro della Foresteria visto dall'alto.

### Chiostro della Foresteria

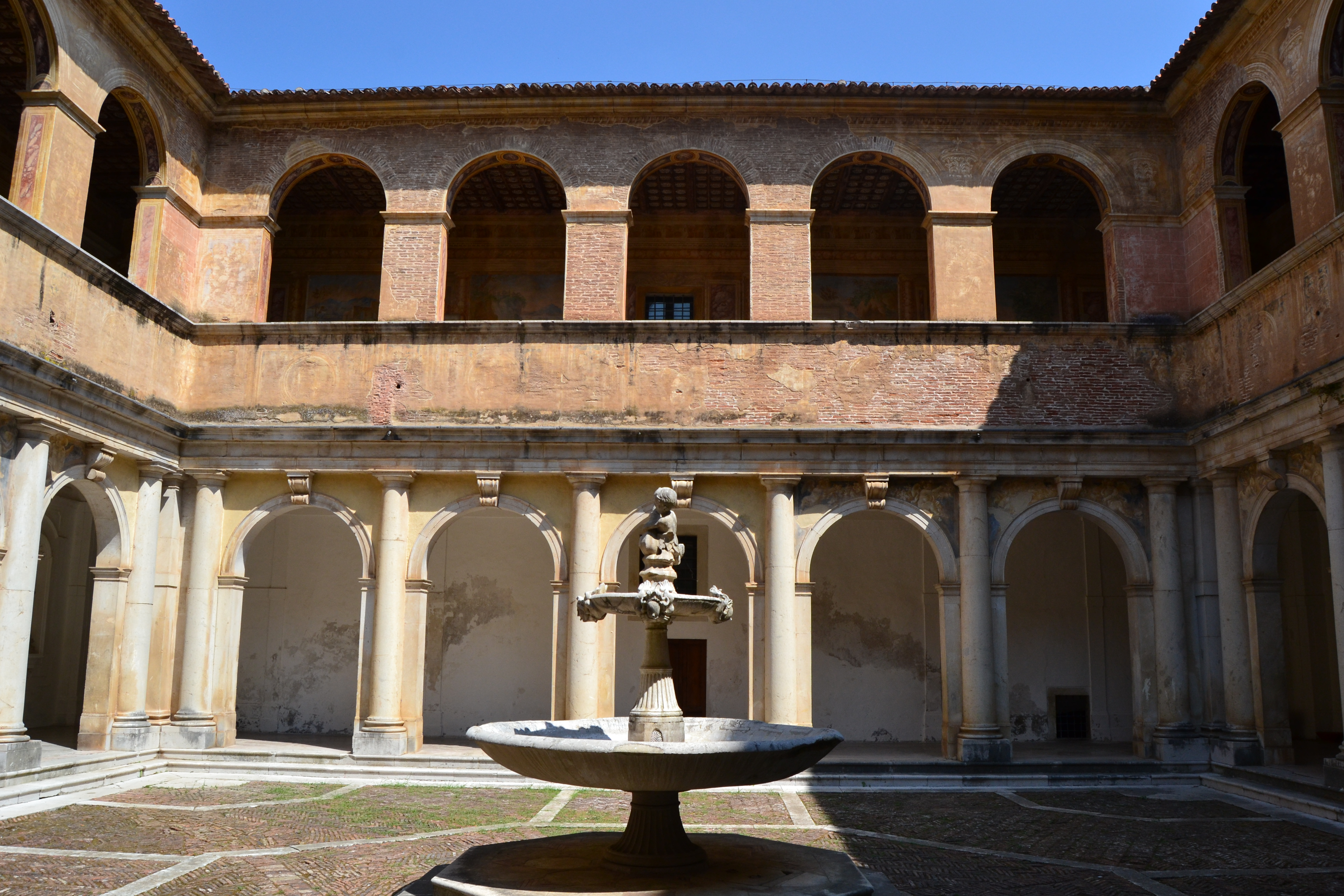
Chiostro della Foresteria

Entrati nell'edificio, si giunge ad una sala interamente affrescata attorno al 1734 da Francesco De Martino, pittore attivo nella certosa dopo il primo decennio del Settecento, e da Niccolò di Sardo; la sala anticipa l'accesso al chiostro della Forestiera.
Il chiostro risale ai rifacimenti cinquecenteschi: sono databili al 1561 infatti la fontana marmorea centrale, il portico e la loggia. L'architettura è molto vicina ai modi dell'architetto toscano Giovanni Antonio Dosio, questi molto attivo a Napoli e già operante nella certosa di San Martino. Il piano superiore, i cui ambienti servivano per ospitare le illustri personalità che soggiornavano nella certosa, è interamente affrescato da ignoto napoletano paesaggista con scene di Paesaggi. Tra i cicli di affreschi, una porta conduce alla cappella di Sant'Anna, caratterizzata da decorazioni in stucco settecentesco di gusto barocco siciliano.
Il piano inferiore del chiostro, con ambienti affrescati attribuiti al pittore Francesco De Martino di Buonabitacolo, è caratterizzato da sculture in gesso ottocentesche lungo il porticato raffiguranti: Madonna in gloria, San Giuseppe, San Bruno, San Lorenzo e San Michele Arcangelo. Risale ai primi del cinquecento invece la scultura in pietra della Madonna col Bambino.
Si affaccia sul chiostro la torre dell'orologio, mentre altre porte al piano inferiore conducono ad altri ambienti della certosa, come la cappella dei Morti, le ex celle dei monaci e la chiesa di San Lorenzo.

### Chiesa di San Lorenzo
La porta monumentale d'ingresso è una delle rare testimonianze trecentesche della certosa; essa venne infatti realizzata nel 1374, in cedro del Libano, secondo alcuni da Antonio Baboccio da Piperno, e presenta bassorilievi lignei sulla Vita di San Lorenzo e sull'Annunciazione. La cornice in pietra che la decora invece risale al Cinquecento.

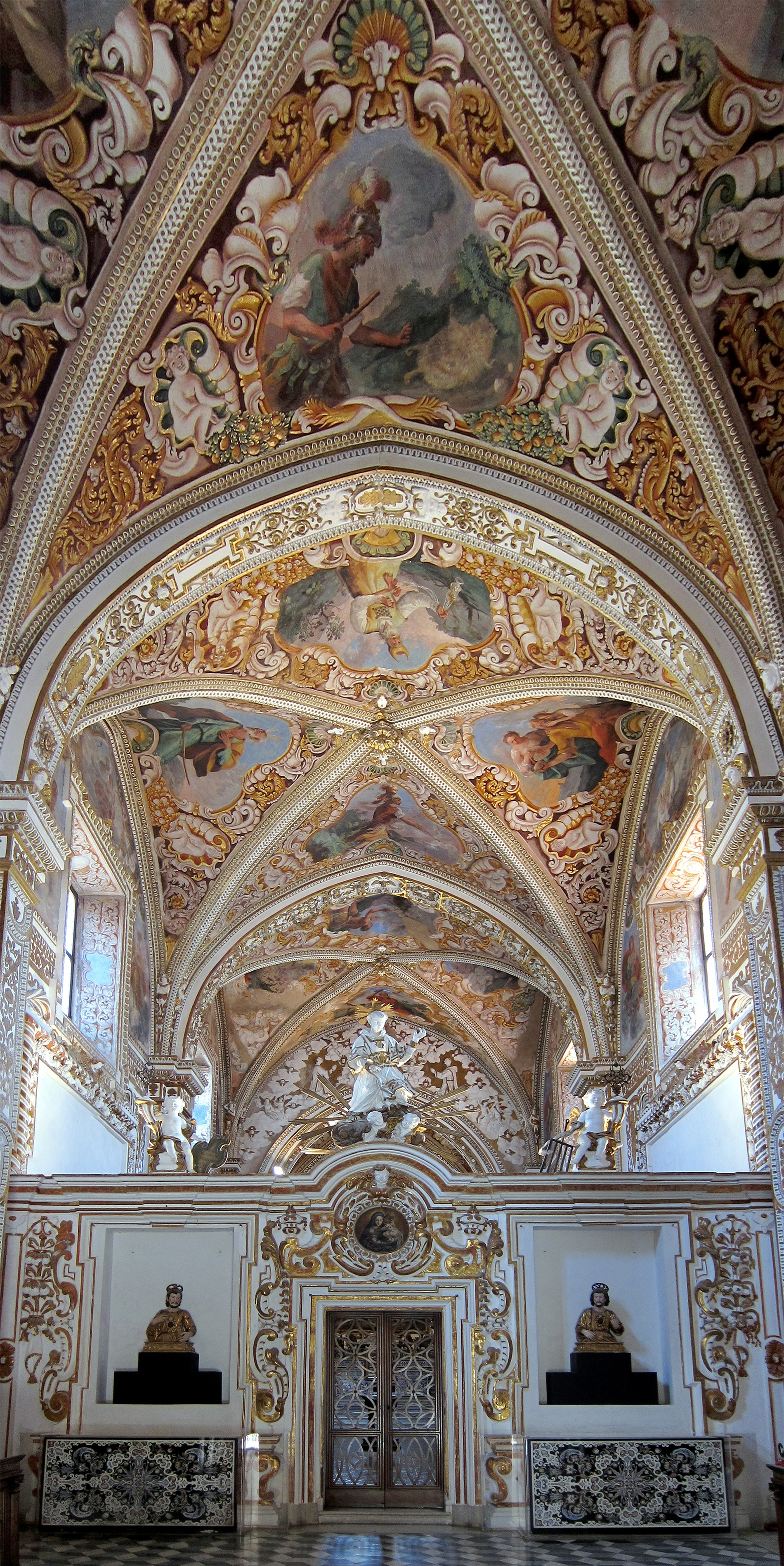
La chiesa

L'interno è a navata unica, con archi ogivali e volte a crociera affrescate da Michele Ragolia nel 1686 con Storie del Vecchio Testamento. Le decorazioni interne sono tipiche del barocco napoletano, con stucchi dorati, pavimenti maiolicati realizzati dalla bottega Massa di Napoli e altari marmorei. I dipinti che ornavano la chiesa, tra i cui autori figurano Luca Giordano, Giacomo Farelli, Francesco Solimena e Paolo De Matteis, furono portati via durante il "decennio francese", dunque a questo evento si deve il bianco che caratterizza gran parte delle mura del luogo.
All'ingresso è il coro dei conversi, con ventiquattro stalli ornati da intarsi lignei di Giovanni Gallo del 1507 ritraenti nello schienale, nel sedile e nell'inginocchiatoio, rispettivamente: Santi, Paesaggi e Architetture. Successivamente un muro taglia trasversale il coro separandolo dall'altro dei padri e dalla zona absidale.
Sulla destra si aprono in successione quattro cappelle settecentesche che permettono di aggirare la parete conducendo così alla parte anteriore. Ancora prima di queste è però la sala del Capitolo dei conversi, dove è esposto il cinquecentesco trono del Priore.
Le cappelle sono, in successione verso il presbiterio:
- la cappella di San Giovanni Battista,
- la cappella dell'Ecce Homo,
- la cappella del Crocifisso,
- la cappella delle Sante Reliquie.

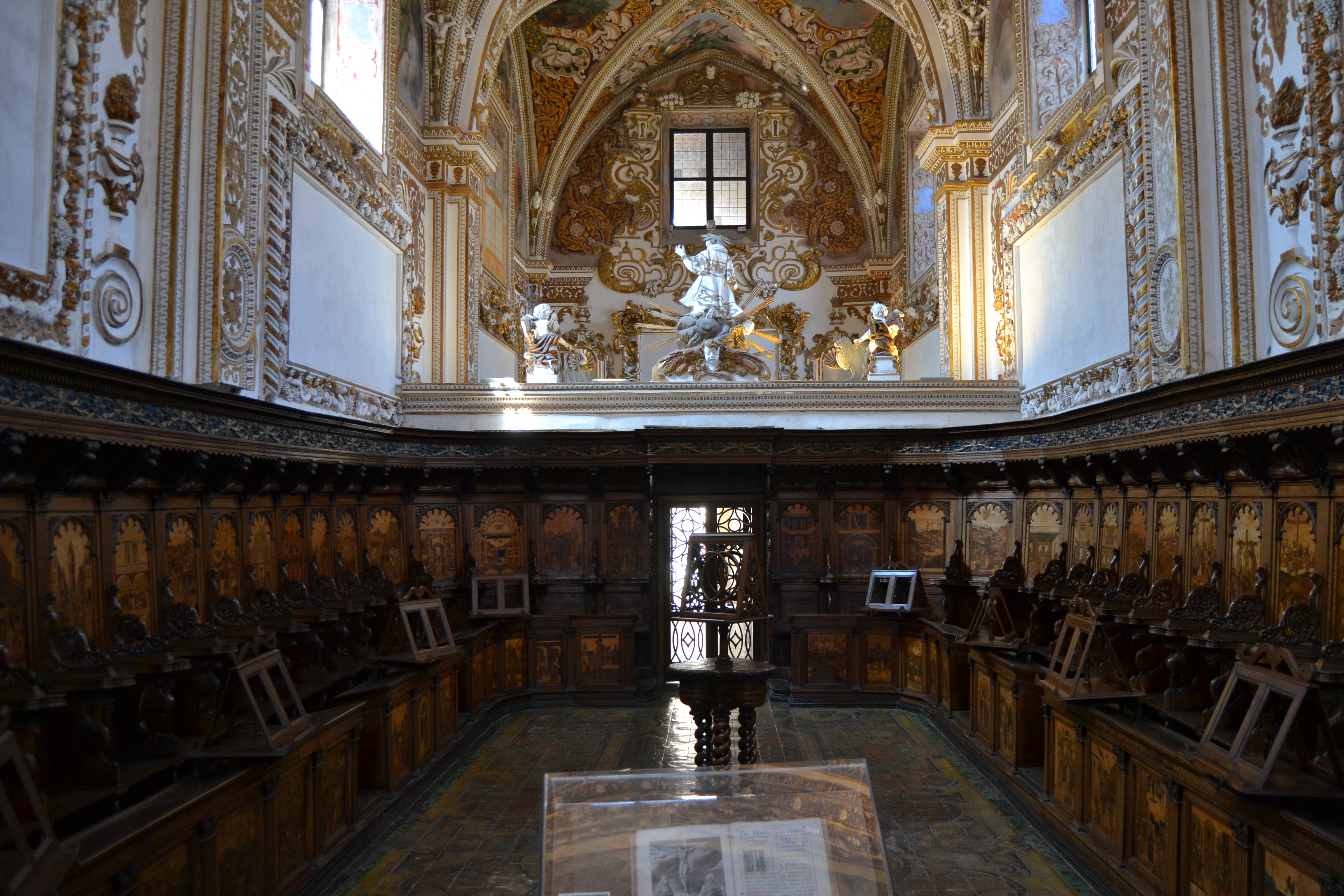
Coro dei Padri (vista verso la controfacciata)

Di fronte all'altare maggiore, in direzione verso la controfacciata, c'è il coro dei padri, caratterizzato anch'esso da intarsi lignei cinquecenteschi con 36 scene del Nuovo Testamento sullo schienale, altrettante 36 scene di Santi e eremiti sul sedile e 28 scene di Martiri databili al 1503 sull'inginocchiatoio.
L'altare maggiore, a cui hanno lavorato Bartolomeo Ghetti, Antonio Fontana e Giovan Domenico Vinaccia, è di stucco lucido con pietre dure (la cosiddetta scagliola) incrostato di madreperle. Alle pareti dell'abside ci sono dipinti della metà Ottocento di Salvatore Brancaccio che hanno sostituito quelli trafugati: a destra San Bruno, a sinistra Martirio di San Lorenzo, al centro Madonna col Bambino tra san Bruno e san Lorenzo.
Alle spalle dell'altare maggiore c'è l'accesso alla sacrestia. La sala è rettangolare, con volte a botte; lungo le pareti c'è mobilia del 1686 in legno di acero e noce mentre sull'altare maggiore un ciborio attribuito a Giacomo Del Duca, che lo avrebbe eseguito su committenza dei certosini di Padula tra il 1572 e 1574. Inviato a Napoli all'inizio dell'Ottocento, è ritornato nel suo luogo di origine solo nel 1988.

### Sala delle Campane, del Capitolo e del Tesoro
Da una porta alla sinistra dell'abside, si giunge alla sala delle campane, nella quale vi sono tre fori nella volta, che un tempo vedevano il passaggio al loro interno delle funi delle campane. Dalla sala tre porte (esclusa quella che conduce alla chiesa) danno accesso ad altrettanti ambienti: alla sala del Capitolo, alla sala del tesoro ed al chiostro del Cimitero antico.
La sala del Capitolo, utilizzata dai monaci certosini per le confessioni, presenta decorazioni in stucco settecentesche, nella volta il seicentesco ciclo di affreschi dei Miracoli di Cristo. Dietro l'altare, in pietra di Padula, si trova la tela settecentesca della Madonna con i santi Lorenzo e Bruno, opera attribuita a Ippolito Borghese. Lungo le pareti, la sala è decorata da statue in pietra settecentesche attribuite a Domenico Lenmico, allievo di Lorenzo Vaccaro: San Giovanni Battista, Maddalena e San Giuseppe.
La sala del Tesoro presenta oltre alle decorazioni in stucco tipiche barocche, anch'essa un affresco sulla volta raffigurante la Caduta degli angeli ribelli (XVII secolo) e mobilia seicentesca (in legno di noce con intarsi in radica di ulivo) che un tempo custodiva il tesoro della certosa, oggi disperso.

### Chiostro del Cimitero antico e refettorio

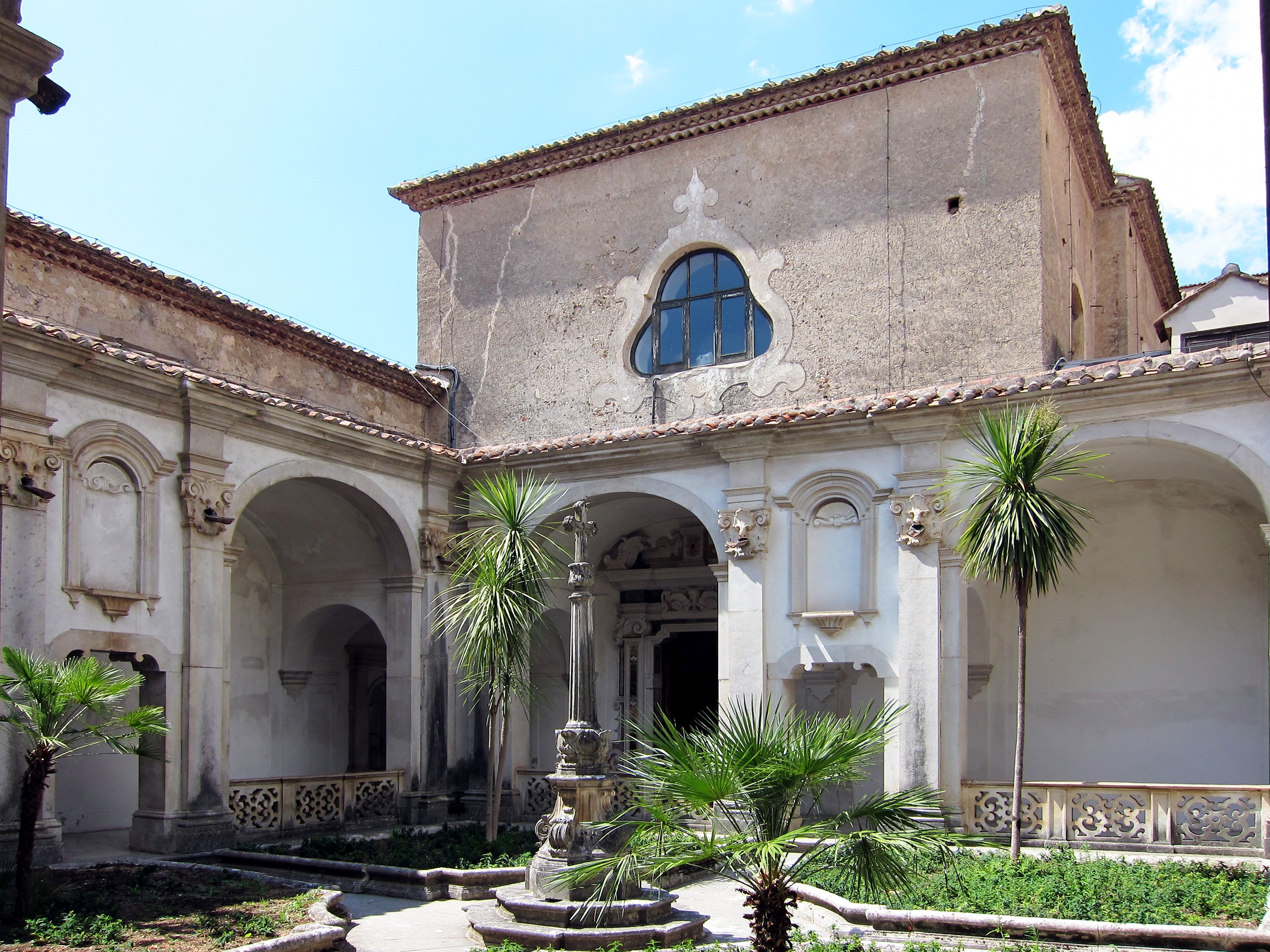
Chiostro del Cimitero

Il chiostro del Cimitero risale alla prima metà del Settecento, probabilmente di Domenico Vaccaro, quando i lavori di ammodernamento trasformarono il vecchio cimitero dei conversi del 1552 in chiostro.
Le pareti sotto il porticato sono ricche di targhe, lapidi, sculture, rilievi, iscrizioni ed edicole funerarie. Una porta conduce alla cappella del Fondatore, così chiamata in quanto custodisce il sepolcro di Tommaso Sanseverino, fondatore del monastero certosino. L'opera in questione appartiene alla cerchia di Diego de Siloé, scultore catalano del Cinquecento. Il Sanseverino è raffigurato nel monumento come un guerriero dormiente, sopra il sarcofago su cui è scolpito in alto lo stemma della famiglia e con attorno una cornice marmorea contenente una scultura della Madonna col Bambino. La postura con la quale è ritratto il nobile, "semigiacente" col capo sorretto da un braccio e gambe incrociate, è tipica del Rinascimento napoletano, divenuta dominante in città nel corso del primo Seicento grazie soprattutto a Michelangelo Naccherino e Giovan Domenico d'Auria.
Dal chiostro si ha accesso inoltre anche al refettorio. Questo risale alle aggiunte settecentesche della certosa, probabilmente edificato tra il 1438 e 1742, di forma rettangolare e caratterizzato da mobilia lignea dell'epoca (tra cui sessantuno stalli in legno di noce), da un dipinto murale ad olio ritraente le Nozze di Cana, databile al 1749 ed eseguito da Francesco D'Elia, da un pulpito marmoreo sorretto da un'aquila con due bassorilievi raffiguranti il Martirio di san Lorenzo e la Morte di san Bruno; infine, la sala ha un pavimento in marmi policromi, mentre alle pareti laterali, spazi bianchi comprovano l'assenza di alcuni dipinti trafugati durante la soppressione del periodo francese. Adiacente alla sala è il chiostro del Refettorio, piccolo ma prezioso in quanto rappresenta un ulteriore lascito dell'originario impianto trecentesco del complesso. Lungo il porticato la pavimentazione in terracotta è caratterizzata da una "fetta" in maioliche raffiguranti la scena mitologica di Esculapio che nutre il serpente, molto probabilmente proveniente da altro luogo del monastero andato distrutto.
Sempre dal chiostro del Cimitero, infine, si giunge alla cucina del monastero dalla quale poi si sviluppano altri ambienti.

### Cucina
La cucina fu riadattata a tale destinazione solo sul finire della prima metà del Settecento, in contemporanea con i lavori di adeguamento del chiostro del Cimitero e degli ambienti a esso circostanti.
L'elemento centrale che salta subito all'occhio è la grande cappa posta al centro, su una grande fornace centrale decorata alla base da mattonelle maiolicate.
Sulla parete di fondo della sala è invece il grande affresco della Deposizione di Cristo, con alcuni monaci e San Lorenzo, opera datata 1650 (o 1652) e firmata "Anellus Maurus", probabilmente un monaco. Tale testimonianza, così come la forma architettonica rettangolare della sala con volte a botte, esclude con quasi assoluta certezza che in quell'ambiente, almeno prima del 1742, anno in cui finirono i lavori di restauro di quell'ala del monastero, ci fosse una cucina. La sala era invece destinata molto più probabilmente a sala del Capitolo o a Refettorio della certosa.
Alle spalle della cucina, delle scale conducono al seminterrato, dove ci sono le cantine in cui veniva tra l'altro conservato il vino. In questi ambienti, le cui pareti ospitano una lapide - rinvenuta a Consilinum - con iscrizione dedicata alla divinità pagana Attis - si trova ancora posto un torchio tardo-settecentesco.

All'esterno è il piccolo chiostro della cucina, dove una vasca in pietra al centro dello spazio era usata per far fermentare il vino prodotto dai monaci.

### Chiostro dei Procuratori e biblioteca

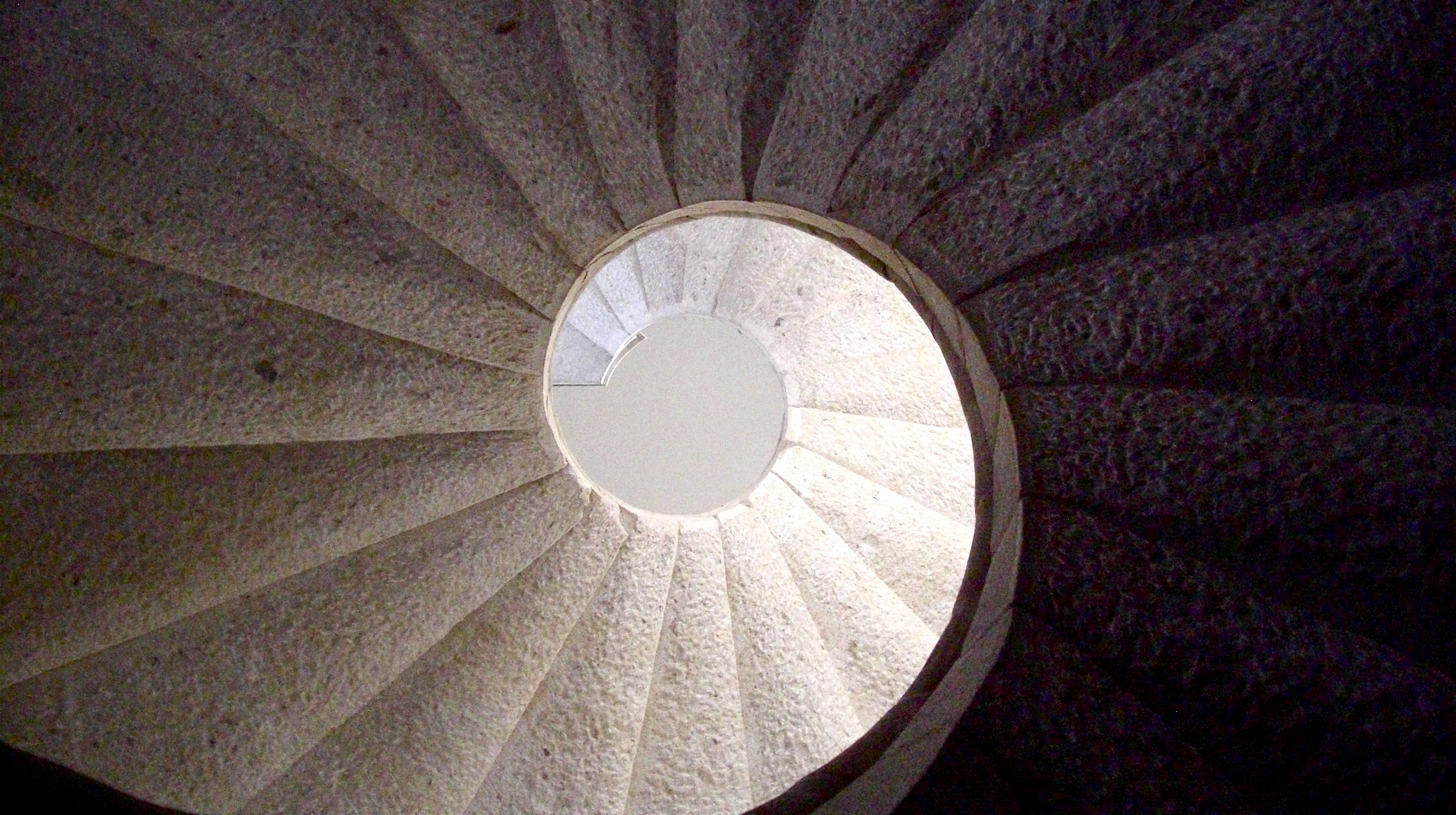
Scala elicoidale che porta alla biblioteca

Il chiostro risale anch'esso al Settecento, richiamando lo stile di un altro architetto napoletano molto in voga in quegli anni: Ferdinando Sanfelice.
Al centro del chiostro, una fontana in pietra di Padula con un delfino e altri animali domina lo spazio delimitato da un portico ; al piano superiore, un corridoio con finestre da luce alle camere in cui vivevano i procuratori della certosa, nonché all'antica biblioteca del monastero.
Alla biblioteca si accede percorrendo il corridoio che porta al chiostro grande e, proprio in prossimità dello stesso, accedendo ad una porta sulla sinistra immediatamente dopo l'ingresso all'appartamento del priore. A quel punto, tramite una piccola scala elicoidale in pietra della metà Quattrocento, compiendo circa un giro e mezzo, si arriva dinanzi al portale d'entrata su cui insiste nel timpano la scritta Da sapienti occasionem et addetur ei sapientía (offri al saggio l'occasione e la sua sapienza crescerà). Concepita per un uso esclusivo da parte del priore, la biblioteca conservava fino ai furti avvenuti immediatamente dopo il restauro del regno borbonico del 1811 circa 20 000 volumi. Di questi oggi solo un decimo è conservato ancora negli armadi in noce della biblioteca della certosa, il resto è disperso o conservato nella biblioteca Nazionale di Napoli. La volta della sala è decorata da una grande tela di Giovanni o Leonardo Olivieri, datata 1763 e raffigurante l'Aurora col suo carro, il Giudizio Universale e l'Allegoria della scienza. Altre decorazioni a fresco lungo le pareti sono di Filippo Pascale del 1769, mentre il pavimento maiolicato settecentesco è opera di Donato e Giuseppe Massa, artigiani già attivi al chiostro maiolicato di Santa Chiara a Napoli.
Dal chiostro infine si raggiunge il corridoio che porta alle celle dei padri certosini ed al Quarto del priore.

### Quarto del priore

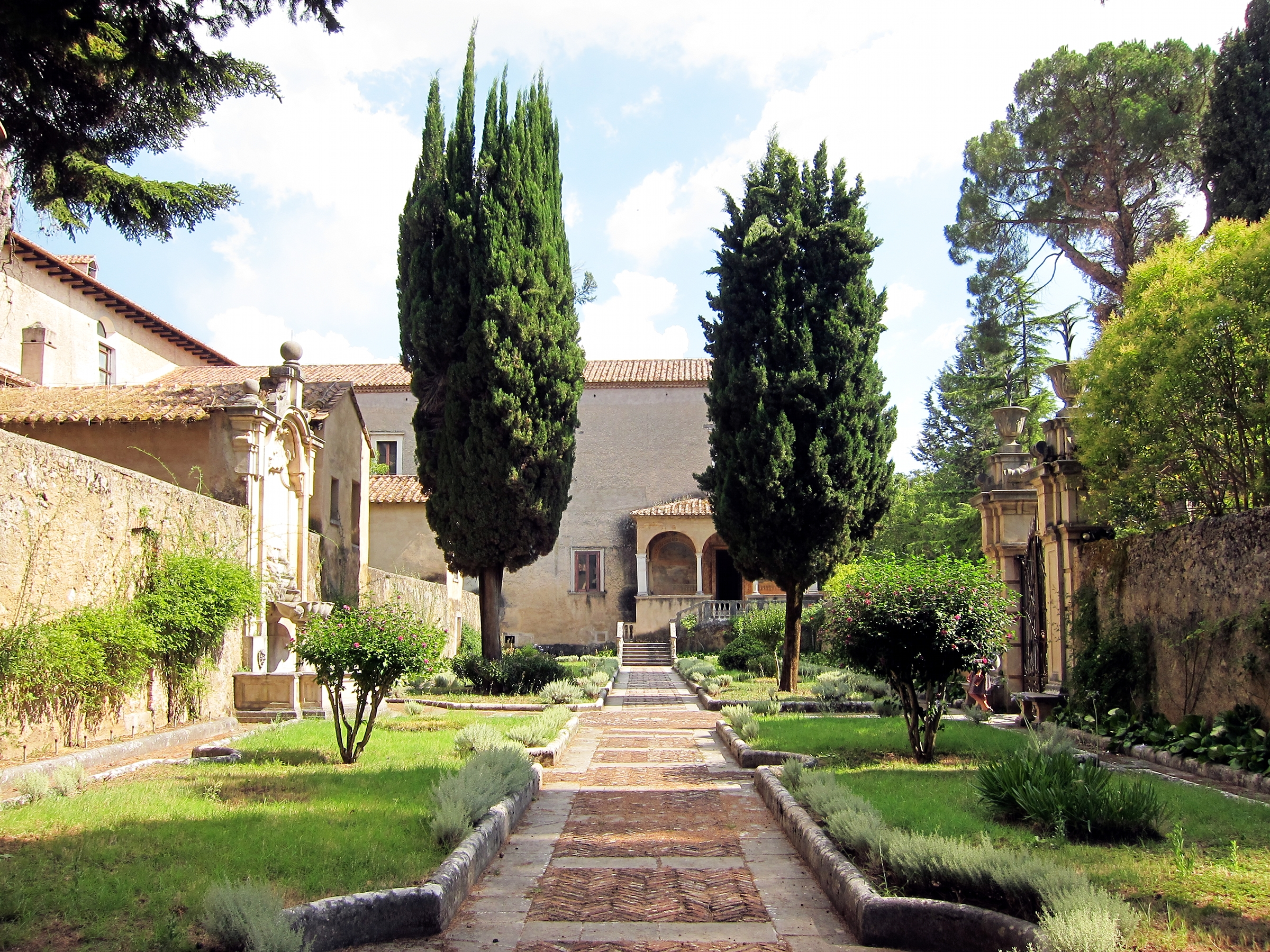
Il chiostro del Priore visto verso la loggia

L'appartamento del priore si sviluppa nelle circa dieci sale che si sviluppano verso sud del complesso, la cui porta d'ingresso precede di poco quella della scala elicoidale che conduce alla biblioteca. Nelle sale che lo compongono sono conservate alcune testimonianze settecentesche della certosa, come la cappella di San Michele Arcangelo, decorata da stucchi, mobilia ed affreschi barocchi del Settecento. Ad Alessio D'Elia (XVIII secolo) sono attribuiti i cicli sulla volta e nelle pareti ritraenti l'Immacolata e Storie di San Michele. A Michele Feriello si deve invece la statua in legno del 1649 che, sull'altare della cappella, rappresenta lo stesso arcangelo.
Le sale ospitano altresì il museo archeologico provinciale della Lucania occidentale, nato nel 1957 con lo scopo di accogliere i reperti archeologici rinvenuti in quella zona geografica.
L'appartamento consta anche di un chiostro del XVIII secolo che si sviluppa alla fine delle camere, alle spalle delle celle dei certosini, sul lato meridionale del chiostro grande, e che collega direttamente la certosa con i giardini a sud del complesso monastico. Il chiostro, di forma rettangolare allungata, è caratterizzato da una loggia con soffitto cassettato e con affreschi alle pareti ritraenti Paesaggi di mare, attribuiti a Domenico Gargiulo, mentre in fondo in una nicchia è la scultura in pietra della Madonna col Bambino che sovrasta una fontana, a destra invece, di fronte al cancello che dà ai giardini, un'altra fontana settecentesca decora la parete.

### Chiostro grande
Il chiostro grande, opera iniziata nel 1583 e finita nella prima metà del Seicento, la parte inferiore, e in quella del Settecento, nella parte superiore. Si tratta di uno degli elementi di maggior spicco sotto il profilo architettonico e artistico della certosa, fungente da punto di congiunzione tra la zona di clausura del monastero e quella più "rivolta all'esterno".

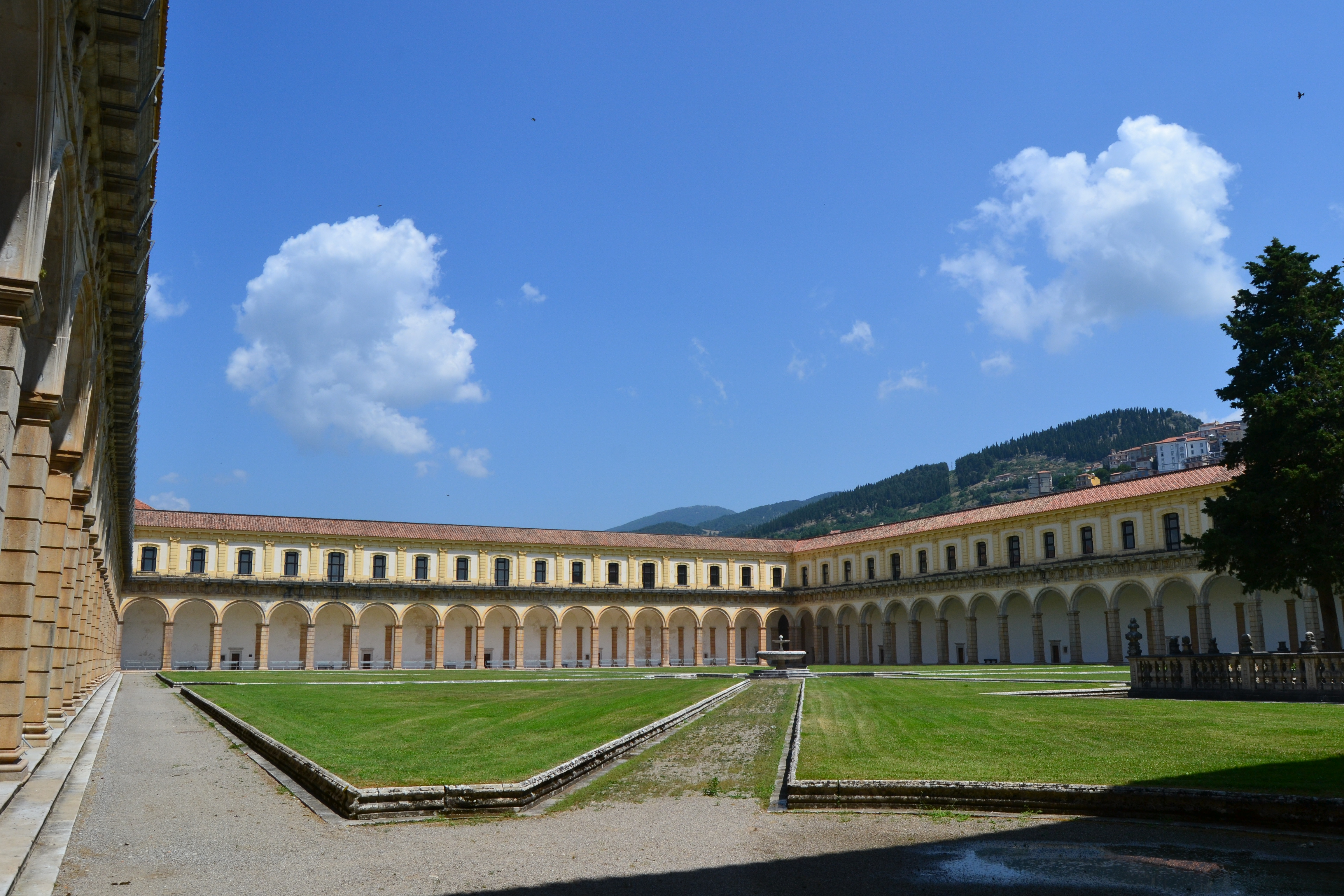
Il chiostro grande

Il chiostro (104 × 150 m) conta due ordini di portici su un totale di 84 pilastri, con volta ad arco a tutto sesto, sopra le quali sono i bassorilievi raffiguranti i Padri fondatori degli ordini religiosi, Santi ed Angeli. Al piano superiore è la passeggiata settimanale che facevano i padri quando uscivano dalla clausura, mentre al piano inferiore, ci sono gli ambienti in cui vivevano i monaci in clausura. Le celle dei monaci certosini di clausura sono in totale 26, ognuna delle quali è costituita da tre o quattro stanze più una loggia che si apre su un piccolo giardino. Tra esse, sono lungo le pareti del porticato delle finestrine grazie alle quali veniva portato il cibo ai monaci di clausura. Inoltre sempre lungo le mura del porticato del chiostro sono collocate diverse decorazioni in stucco e una fontana dello scultore locale Andrea Carrara, in prossimità della porta che conduce alla biblioteca. Quattro vie tagliano a croce il giardino, al cui centro è collocata una fontana del 1640. Sul versante orientale invece è il cimitero dei monaci, recintato da una balaustra sulla quale sono scolpiti teschi ed altri simboli di morte; il cimitero è datato 1729 e fu eseguito su un progetto anteriore di Cosimo Fanzago, sostituendo probabilmente nell'uso quello del chiostro del Cimitero della certosa.

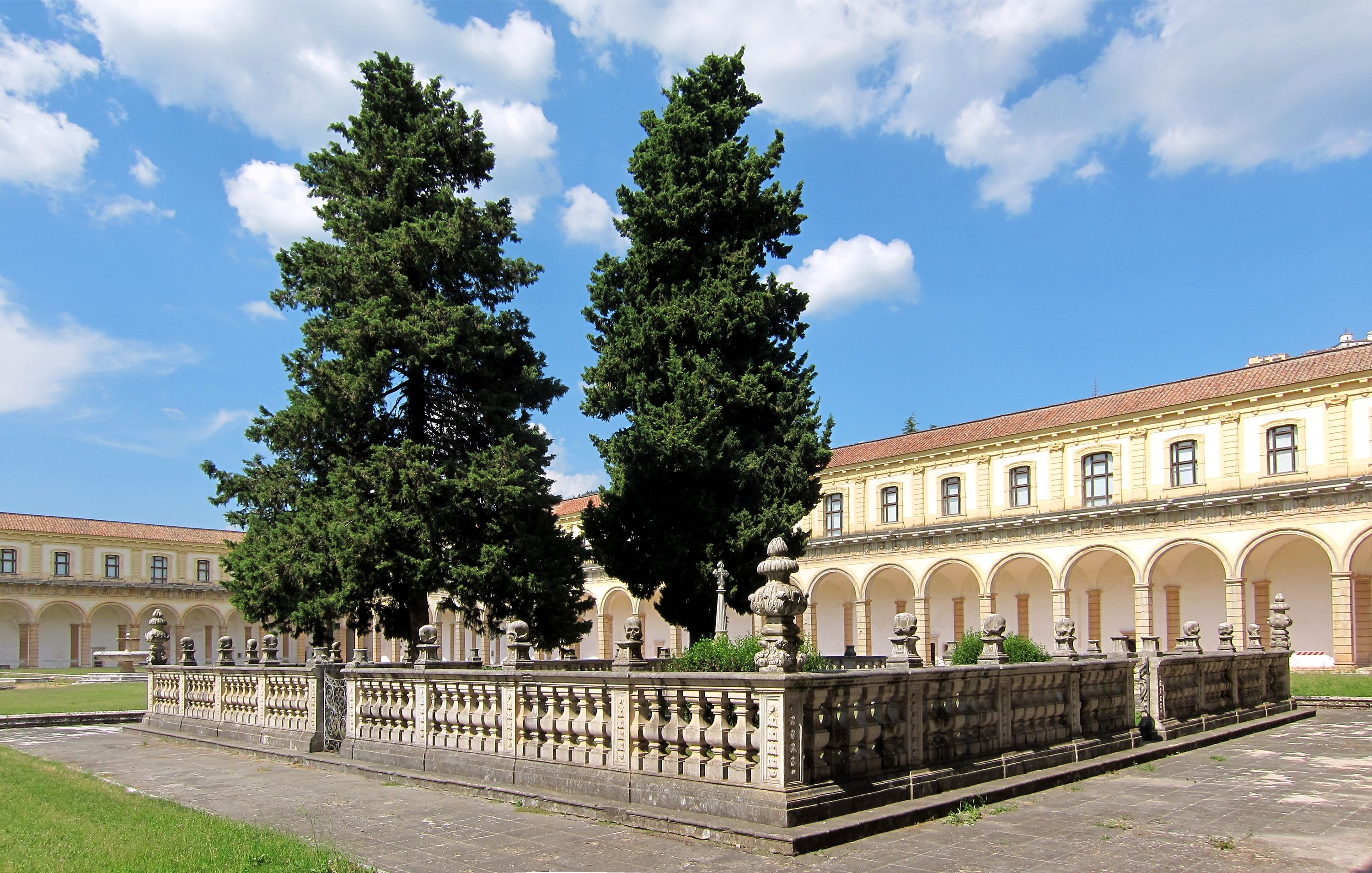
Il cimitero fanzaghiano

Di matrice michelangiolesca - esso infatti richiama quello della basilica di Santa Maria degli Angeli e dei Martiri a Roma - il chiostro è vasto circa 15000 m² (5 000 in più di quello romano) tanto da renderlo uno dei chiostri certosini più grandi d'Europa. Seppur derivante dalle aggiunte cinquecentesche del complesso, esso mostra prevalentemente caratteristiche derivanti dai lavori di restauro avvitati nel corso della prima metà del XVII secolo. I lavori sono attribuiti a Cosimo Fanzago ed alla sua bottega, in particolar modo per quanto riguarda il pavimento in pietra, il porticato al pian terreno e il cimitero dei Padri, realizzato quest'ultimo nel corso del Settecento (quindi a morte avvenuta del Fanzago, di cui rimane quindi il progetto) e che riconduce a quello della certosa di San Martino di Napoli che, seppur postuma alla certosa di San Lorenzo, è stata evidentemente d'ispirazione per l'assetto decorativo cimiteriale del chiostro grande visto che la datazione dello stesso nella certosa napoletana è anteriore a quella di Padula.
Sul lato opposto dell'ingresso principale al chiostro, infine, è la monumentale scala ellittica.

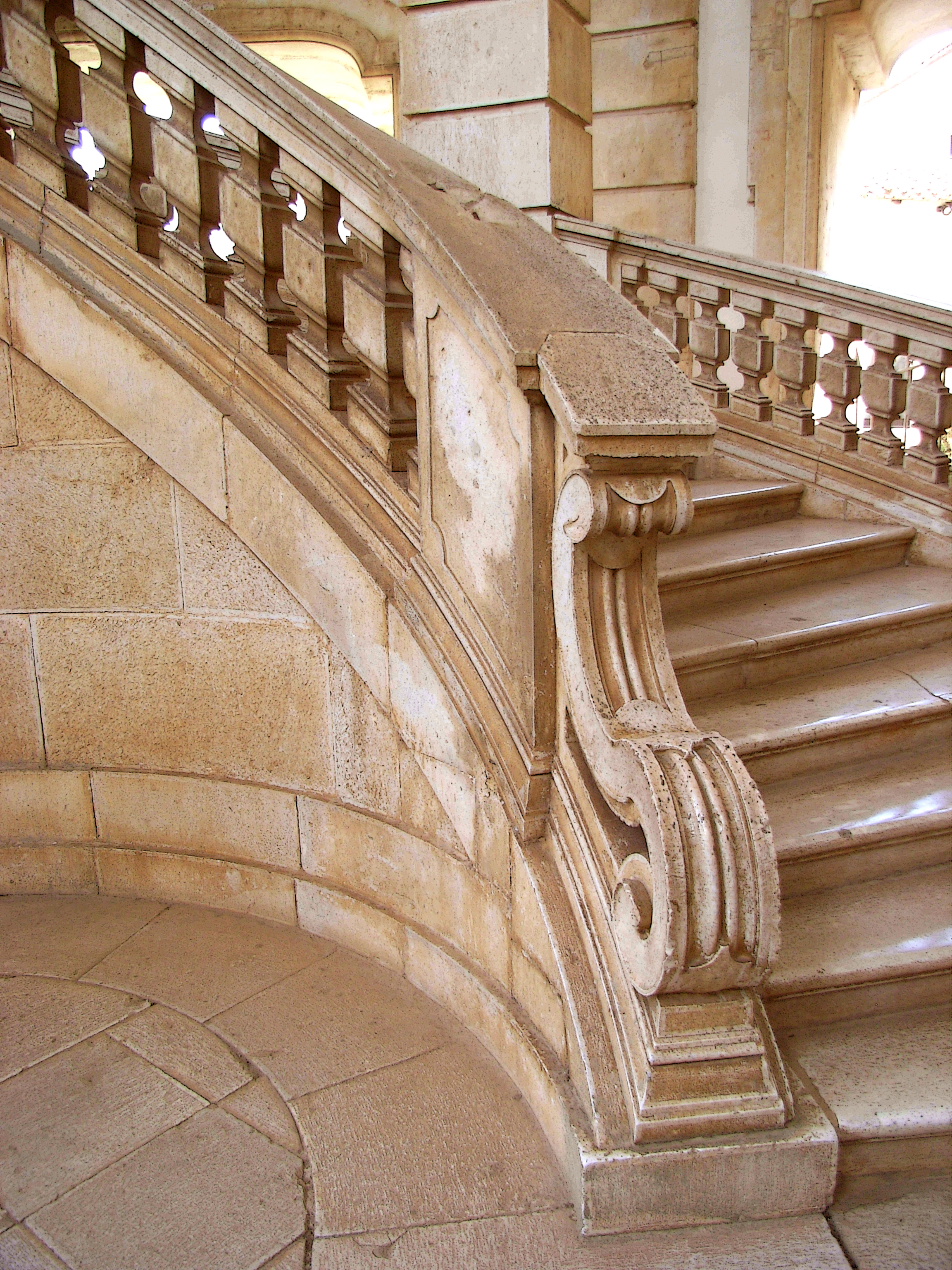
Dettaglio dello scalone

### Scalone ellittico
Sul lato estremo occidentale del complesso, risalente all'ultimo quarto del Settecento, è il monumentale scalone ellittico. Chiuso all'esterno da una torre ottagonale, lo scalone conduce al primo piano del chiostro grande, utilizzato dai monaci di clausura per la loro "passeggiata settimanale".

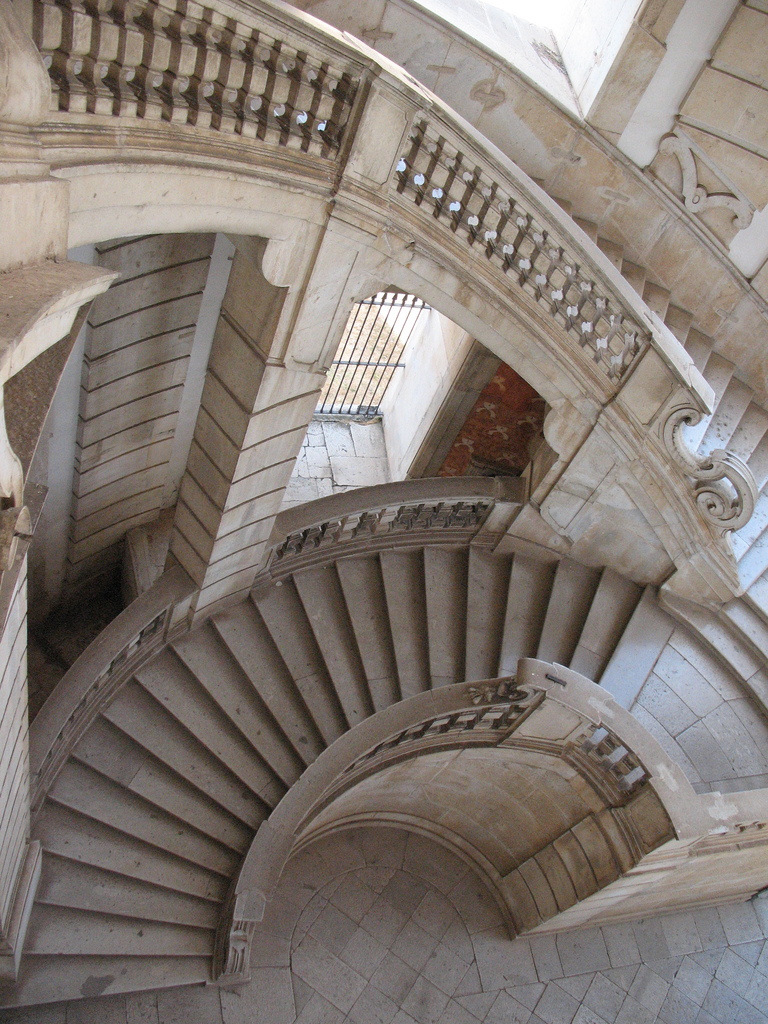
Scalone monumentale ellittico

Nei documenti del 1763 di Thomas Salmon l'opera non viene citata, mentre ciò avviene per la prima volta nel 1779, dunque è entro questo arco temporale che si fa collocare l'edificazione dello scalone. L'opera è frutto di Gaetano Barba, architetto allievo di Luigi Vanvitelli che operò dagli anni settanta del Settecento in certosa per compiere la galleria al primo piano del chiostro grande. Probabilmente il progetto è invece di Ferdinando Sanfelice, maestro napoletano ideatore di questo tipo di architettura a doppia rampa.
Il materiale usato per l'opera, secondo fonti dell'epoca costata 64 000 ducati, è la pietra di Padula. Al centro dello scalone è lo stemma della certosa di San Lorenzo: mitria vescovile (il priore era comunque un vescovo), la corona di marchese, il bastone pastorale vescovile, il simbolo di san Lorenzo (la graticola) ed infine la fiaccola, che rivolta verso l'alto avrebbe significato anni di buon augurio, rivolta verso il basso, anni di miseria. Salendo lo scalone, la torre ottagonale che lo chiude dall'esterno è caratterizzato da sette finestroni aperti verso il giardino all'italiana, di rifacimento settecentesco che utilizzavano i monaci di clausura per le loro uscite durante le festività.
Da qui, infine, si sviluppa tutta l'area verde che circonda le mura esterne del complesso.

### Parco e giardini

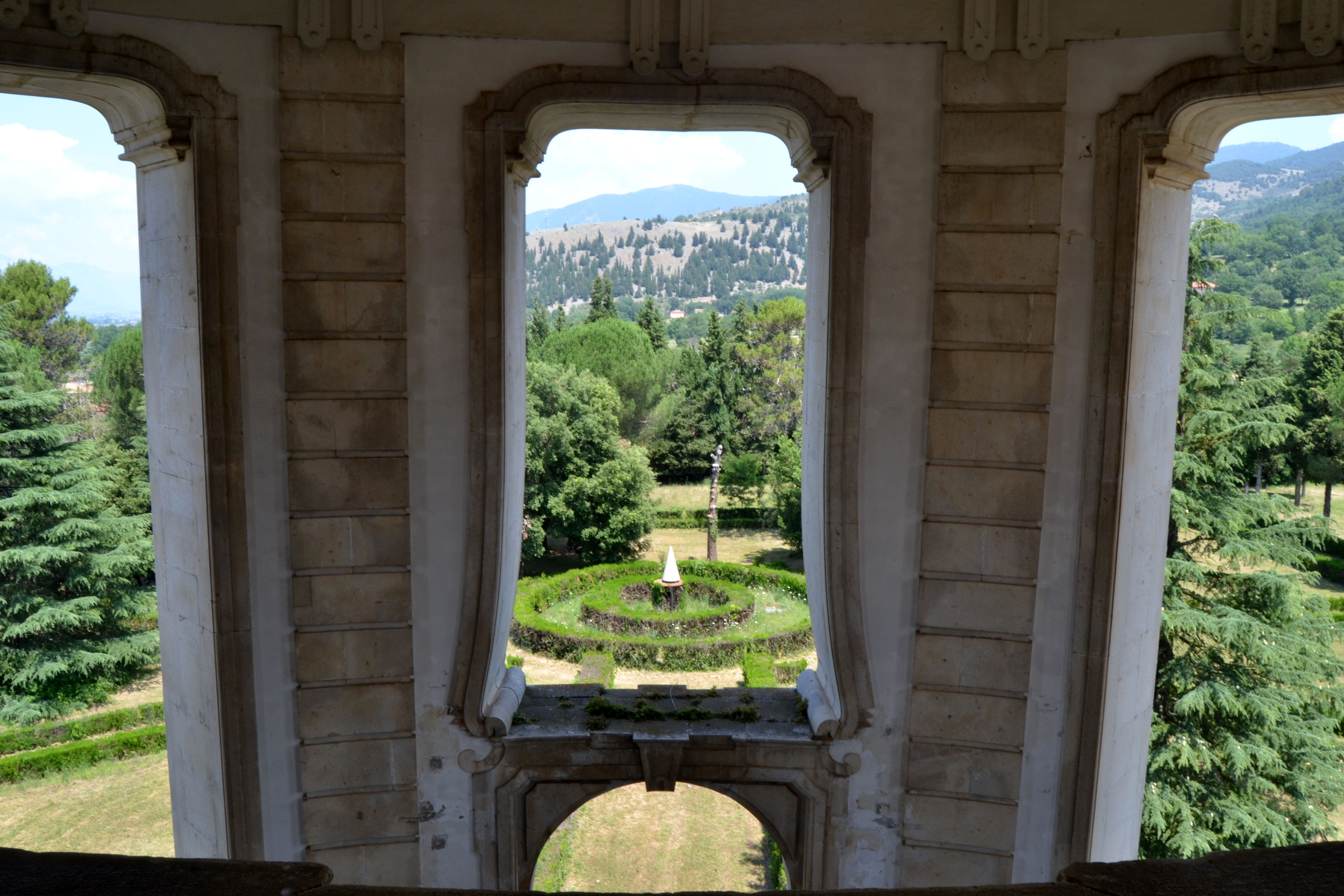
Giardino all'italiana visto dallo scalone ellittico

I giardini della certosa si sviluppano tutti intorno al complesso, rientranti comunque nei confini delimitati dalle mura esterne.
Alle spalle dello scalone monumentale, è il desertum, parte di un settecentesco giardino all'italiana che veniva usato dai monaci di clausura e dal priore durante le loro uscite esterne, per i monaci consentite solo durante le festività. Probabilmente è il sentiero più antico del parco, fatto durante l'espansionismo settecentesco, anche se originariamente era più grande e caratterizzato da più viali e da frutteti e vigneti.
Quando i monaci di clausura non potevano usufruire dello spazio, allora questo così come quelli circostanti erano usati dai monaci conversi (dunque non di clausura) che li utilizzavano per le loro attività commerciali con l'esterno della certosa, dove si trova anche un monumento settecentesco dedicato a San Brunone.
Nei giardini sono collocate alcune edicole sacre, fontane ed una cappella dedicata a Maddalena.

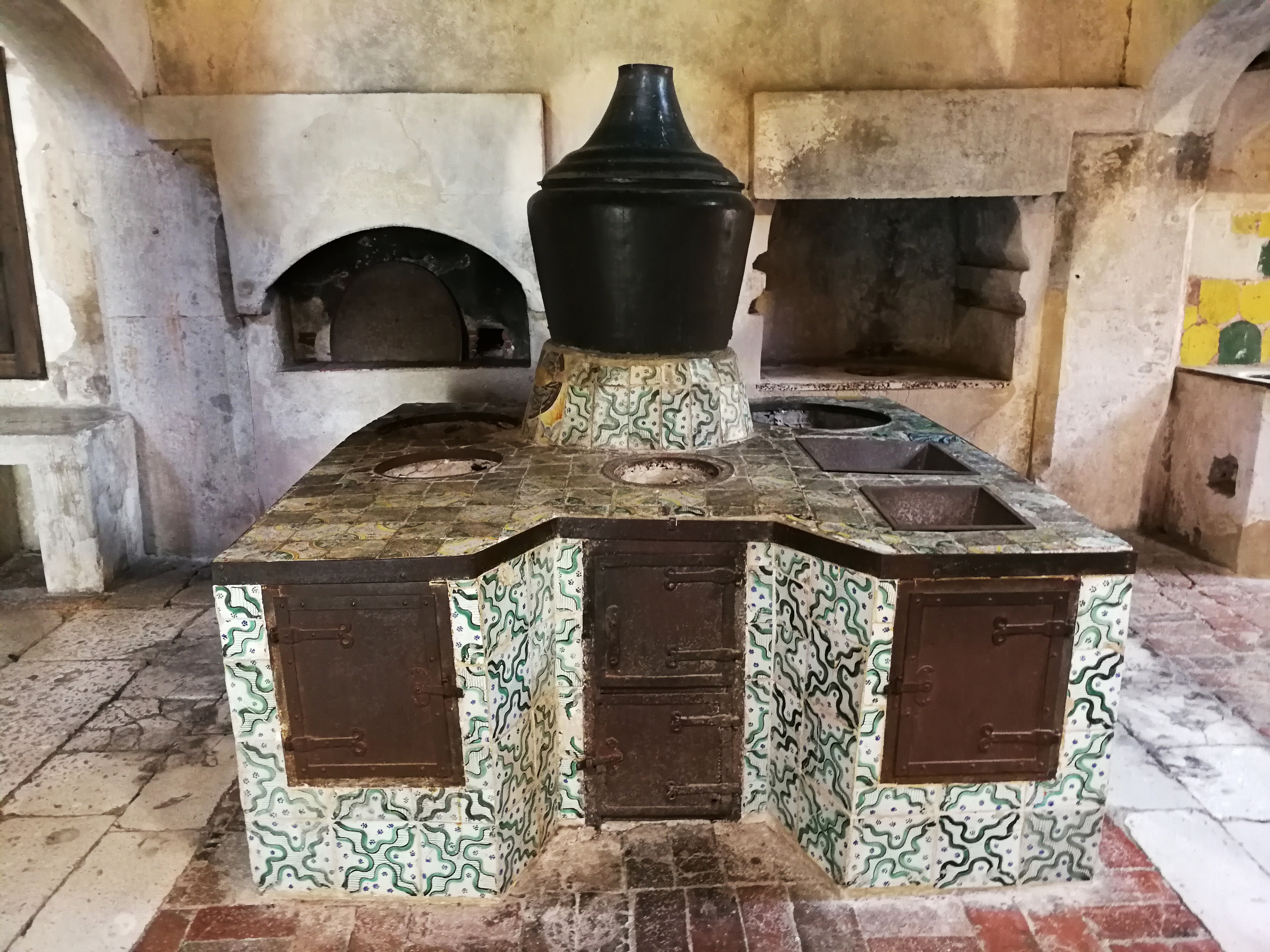
I fornelli della cucina